# 岡田茂 (東映)
岡田 茂（おかだ しげる、1924年〈大正13年〉3月2日 - 2011年〈平成23年〉5月9日）は、日本の映画プロデューサー。東映・東急レクリエーション社長、東映会長、同名誉会長、同相談役を経て2006年7月から再び東映名誉会長。また、2008年4月より東京急行電鉄取締役を務めた。
東映"中興の祖"で、松竹の城戸四郎、東宝の森岩雄が一線を退いてからは「日本映画界のドン」であり、バイタリティー溢れる徹底した娯楽映画路線で、東映はもとより日本映画界を牽引、戦後日本の娯楽産業を創った人物の一人である。1971年の東映映画本部長兼テレビ本部長就任以降、1993年の東映会長就任まで、東映映像作品制作の陣頭指揮を執った。広島県賀茂郡西条町（現・東広島市西条）出身。東広島市名誉市民。
長男は、映画プロデューサーで東映社長・会長の岡田裕介。長女は、生命倫理学者でコメンテーターの高木美也子。声優・ナレーターの政宗一成は従甥。

## 経歴

### 少年時代

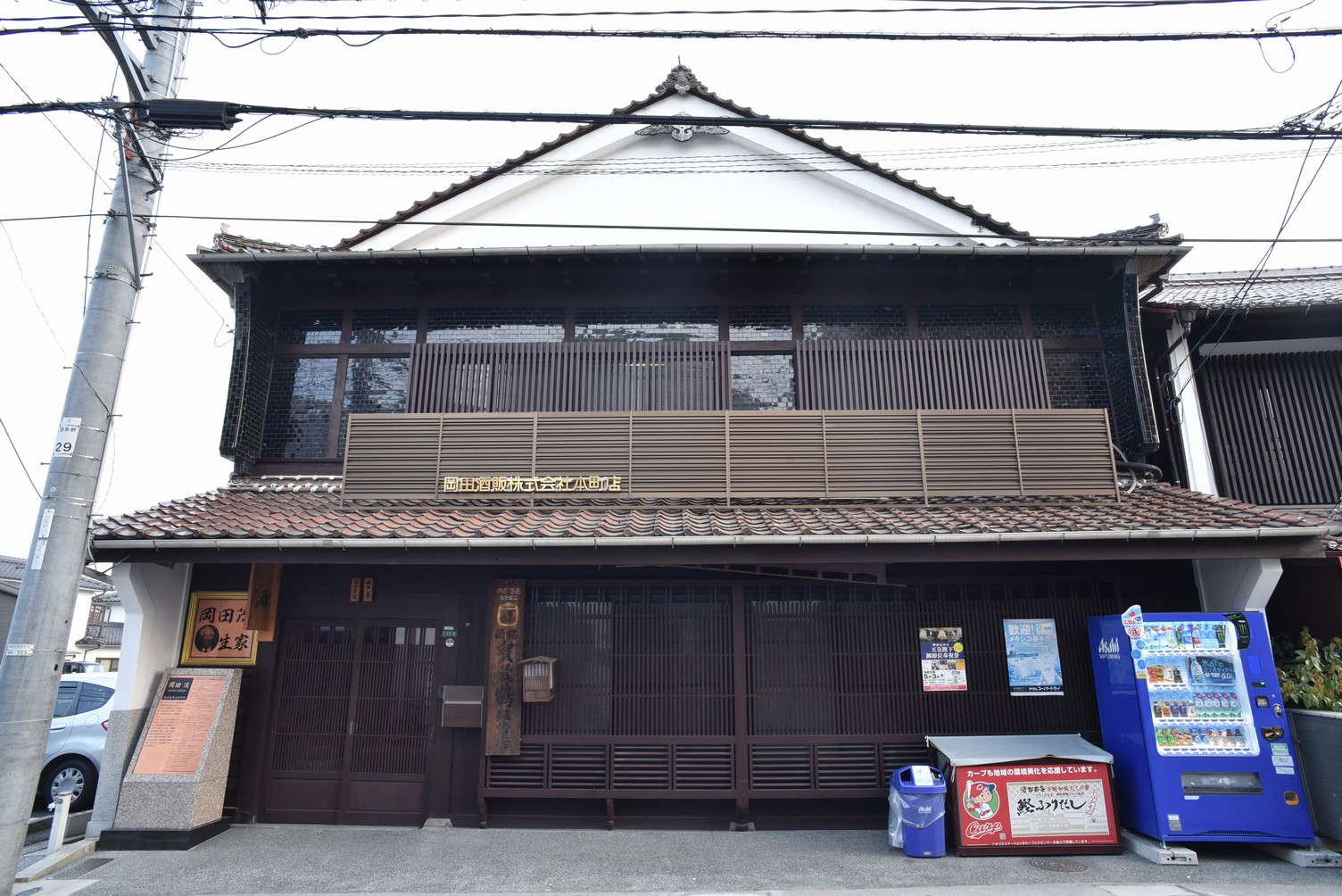
生家「岡田酒販」。西条酒蔵通りに面した場所にある。

一族は酒問屋など事業を手広く行い映画館も持っていた。7歳の時、子宝に恵まれない、父の弟夫妻の家に養子に入る。中学の頃から身長が180センチ近くあり、遊びと喧嘩に明け暮れた番長だった。旧制広島一中（現・広島国泰寺高校）では柔道に熱中。柔道四段。卒業後は旧制広島高校（現・広島大学）に進学。この頃たくさんの本を読む。早く読む能力が身に付き、のちシナリオを読むのに役立ち、自ら「売り物」という仕事の速さにも役立った。広島高校文科甲一を首席で卒業、1944年東京帝国大学経済学部に入学するも待ち構えていたのは学徒出陣。特別幹部候補生として岩沼陸軍航空隊（現在の仙台空港内）で戦闘機の整備の任務に就いた。当地はグラマンに爆撃され宮城県古川町（現在の大崎市）に疎開。1945年8月15日、終戦を告げる昭和天皇による玉音放送を小学校の校庭で直立不動で聞く。日本が負けた悔しさと命を落とした多くの学友の無念さを思い涙した。
終戦後復学。共産主義の嵐が吹き荒れる中、反共ののろしを上げ、東大経済学部の学友会である経友会を、日本共産党が牛耳ろうとするのを木暮剛平ら同期の猛者を率いて止め、大学の左傾化を阻止した。ただし岡田本人は政治的には無思想で、大学を日本共産党に支配されることが理不尽だから立ち上がったとしている。後の岡田は東映で左翼の監督や俳優を活用した。その後も深作欣二を監督に日本共産党に前売券を購入してもらおうと『実録日本共産党』を企画するなど、右も左もない、イデオロギーで仕事はできないと話している。

### 東映入社 - 草創期
卒業後は、官庁や銀行は性に合わず、製造業がいいと、親類のいた郷里の東洋工業（現・マツダ）か、工場が出来たばかりの麒麟麦酒広島工場への就職を考えていたが、日本中が着の身着のままだったから、同郷の永野護→桜田武を紹介してもらい日清紡績への就職を第一希望にした。しかし小学生からの幼馴染今田智憲に誘われ、広島の実家の四軒隣で広島一中の先輩でもあった東横映画社長・黒川渉三の自宅に行くとマキノ光雄、伊藤義、浅岡信夫ら東横の幹部がすき焼きをつついて将来を話し合っていて、黒川から「女子工員の管理しかないようなつまらない商売はやめておけ、これからは娯楽産業だ。中でも映画だ。俺は映画会社を作る。お前はそこに就職すべきだ。『鶏口となるも牛後となるなかれ』だよ、岡田くん」と誘われ、他の幹部らにも激しく説得された。特に豪放磊落なマキノの人柄に惹かれ、多くの同期生とは異なる道、「活動屋」の世界に飛び込む決意を固める。黒川の言葉に違わず当時の映画業界は豪放磊落な人間が集う場だったという。東横映画は大陸浪人たちが蝟集する旧満映系の残党を中核として、元々京都で映画作りをスタートさせた会社で従業員が100人程の新参者。その存在を知る人は少なく、リスクの大きい映画会社に銀行は融資を渋り、黒川社長は街の金融業者から資金を調達。そのため毎日社長室の前には、取立ての業者が列をなしていた。現場も独特の雰囲気があり、監督や作家などの文化人と一緒に、普通にヤクザやチンピラも混じっているような世界だった。豪胆な性格が雑多な人物が集まる撮影所の水に合った。
1947年10月、雑用係（東横映画京都撮影所製作部製作課事務員）からキャリアをスタートさせたが、まわりは岡田を大学出の文学青年ぐらいにしか思っていなかったようで、よく言いがかりを付けられたが、売られた喧嘩は絶対に買った。生意気だけど喧嘩が強そうと次第に認められた。製作進行係として最初に担当したマキノ雅弘監督の『金色夜叉』（1948年）の撮影のとき、エキストラのトラブルでやくざと大立ち回りをした武勇伝は、他社にも鳴り響いたという。当時、製作のトップにいたマキノ光雄に師事。翌1948年4月、24歳で製作主任に昇格。小さな会社で出世も早かった。以前から温めていた企画、戦死した学友達の話を後世に残さなければならない、と鎮魂の思いを込めて戦没学生の遺稿集『はるかなる山河』の映画化を決意。山本薩夫監督で映画化しようと東宝が動いていたが、岡田が先に映画化権を買った。東京大学全日本学生自治会総連合の急先鋒でわだつみ会の会長だった氏家齊一郎や、副会長だった渡邉恒雄が「天皇制批判がない」とクレームを付けたり、会社の看板スターで役員でもあった片岡千恵蔵、月形龍之介とも「会社が潰れかかっているのに、この企画では客は来ない」と猛反対されたりした。当時は大物役者がノーと言えば映画は作れない時代だった。絶対にこの映画は当たると大見得えを切り、黒川社長への直訴が実り、マキノの助け舟もあって、自ら陣頭指揮を執って1950年、映画は完成。タイトルを『日本戦歿学生の手記 きけ、わだつみの声』に変更し公開。珠玉の反戦映画、と評価を得て当時では最高の大ヒット、瀬死の状態にあった東横映画を救ったが、当時まだ配給網を持っていなかった東横映画には、あまりお金が入ってこなかった。本作品での岡田のクレジットは「製作担当」であるが、これが岡田の実質的な初プロデュース作。1948年、京都撮影所（以下、京撮）に従業員組合（労組）が創立され書記長。翌1949年、新執行部の選出で二代目労組委員長に就任。

### 課長昇進 - 撮影所長へ
1951年3月、借金の膨らんだ東横映画は東京映画配給、太泉映画と合併し東映として新しくスタート。社長には東急専務で経理のプロ・大川博が就任し、徹底したコスト管理を推進。大川は京撮で独立王国を築くマキノがどんぶり勘定で映画製作を続けることが東映の赤字体質を招く最大の元凶と見なし、その力を削ぐため東京本社の製作部長に転任させた。マキノの京都復帰を求めるクーデターを先導したのが岡田で、この騒動で岡田は一気に名を上げる。統率力を買われて同年入社4年目、28歳で京撮製作課長に抜擢される。撮影所製作課長は撮影現場の総指揮者である。所属していた製作部で一番年下なのにその長になり、親分肌で撮影現場を取り仕切る。他社では50歳を超えなければ就けないポストであった。また従業員組合委員長にも推されて就任。更に大川社長に呼ばれ「今後、製作の予算は私と君で決める。予算がオーバーしたら君の責任になる」と高く評価され、自分の上にまだ多くの上司がいるのにも関わらず、予算の全権を握り制作費から役者の出演料まで決める実質東映のゼネラルプロデューサーのような存在となった。これを聞いた撮影所内は蜂の巣をつついたよう大騒ぎになった。所内の全員年上の部下たちを前に「今の東映は大ピンチです。私が上司になって『この野郎』と思う人もあるかもしれませんが、みんなの力が必要です。嫌な人は今すぐ言って下さい。すぐに部署を変えてもらいます。但し、製作は私の方針でやらせてもらいます」と演説。配転を申し出た者はおらず、京撮の現場実務の一切を掌握した。役者のギャラ査定についても片岡千恵蔵、市川右太衛門、両御大以外はすべて岡田に全権委任された。インタビューで「ずっとゼネラルプロデューサーとして、全体を統率していったんだ」と話す理由はここにある。大川はソロバン勘定にかけてはプロ中のプロの辣腕だったが、映画の製作に関してはズブの素人で、映画の企画力は無かった。大川は経理のプロではあったが、作りたい映画があるわけではなく、その力もない。それを自分で分かっていたから、映画の製作はマキノに任せていた。このため東映は東西の撮影所長に大きな権限が持たされていたため、岡田も撮影所長になることを目標に置いていた。大川にとって岡田は自分にできない映画製作をしてくれる貴重な人材だが、いつ寝首をかかれるか分からない警戒すべき部下でもあった。1951年の『風にそよぐ葦 前後編』はクレジットにないが岡田のプロデュース作で、東映東京撮影所の第1作。木暮実千代の大ファンだった岡田は、木暮の自宅に日参して出演交渉し、熱血漢の岡田に木暮が好感を持ったことから、木暮は東映の映画によく出るようになった。劇場があまりないため東宝系の日劇で封切った。当時東映の幹部は東宝から引抜きに遭い、岡田も誘われた。同年プロデュースした『八ツ墓村』は同小説最初の映像化。1952年、京都大学法学部卒ながら、全学連で暴れていて大川社長以下、全員が反対した山下耕作を入社させる。山下は入社するやすぐ組合運動を始めた。同年、大川社長より、製作予算の全管理を厳命される。1954年から他社に先駆け大川の断行で二本立て興行を開始。現場は多忙を極めこの年世界一の103本の映画を製作。この陣頭指揮を執った。1940年代後半の東宝争議で嫌気がさした映画館主が東映系列に入ったこともあり、東映の専門館（配給網）が増え会社は大きく飛躍した。
当時のNHKのラジオドラマで人気だった『新諸国物語』の冒険活劇を題材に中村錦之助、大友柳太朗主演の『笛吹童子』シリーズ、東千代之介主演の『里見八犬伝』シリーズなどの子供向けの東映娯楽版をヒットさせる。時代劇の大御所スターを揃えていた東映は、“時代劇の東映”の地位を確固たるものとした。また当時、山口組の田岡一雄組長がマネージメントをし、松竹映画に出演していた美空ひばりをマキノとともに引き抜き、ひばりと錦之助のコンビで大いに売り出した。1956年には年間配給収入でトップとなり、業界トップ奪取に貢献する。
1955年、アメリカ映画視察で観た連結型のステージを京撮の新築ステージに導入することを提案し、No.9とNo.10に活用された。同じく視察で見たシネマスコープ映画製作に意欲を燃やし1957年、他社に先駆け「東映スコープ」『鳳城の花嫁』を公開させた。同年、マキノが志半ばにして死去。京撮製作部長として実権を握り、“マキノイズム”を推進すると共に、徹底した予算管理を行い、東映時代劇黄金時代の一翼を担う。同年『忍術御前試合』で沢島忠を監督デビューさせた。また監督を目指して入社してきた日下部五朗を「体がでかい」という理由で無理やりプロデューサー修行させる。1958年7月、神戸芸能社の田岡一雄社長と話し合い、それまでどの社の専属にもならなかった美空ひばりを東映の専属とした。1960年京撮所長。山城新伍主演でテレビ制作した『白馬童子』が人気を得ると、将来のテレビの普及を予想しテレビ制作を増やす。北大路欣也と松方弘樹を高校卒業と同時に入社させた。1961年、中村錦之助 (萬屋錦之介)主演・内田吐夢監督『宮本武蔵』シリーズの製作を決める。同年、吹き替え・スタントマンの重要性に気づき、日本最初のスタントマンともいわれる宍戸大全を大映から引き抜く。第二東映の失敗で組合運動が激化。1961年9月、京撮所長兼製作部長・美術部長・演技部長兼東京撮影所長兼製作部長。1962年10月、36歳の若さで東映取締役兼東京撮影所長（以下、東撮）に就任すると低迷していた東映現代劇を“現代アクション路線”で復活させる。この人事は表向きは低迷していた東撮の立て直しであるが、マキノ同様、岡田が京都で絶大な力を持ったことを大川が警戒したという見方もある。1957年に東映に入社した大川の息子・大川毅を自身の後継者にしたい大川博にとって岡田は、東映に欠かせない有能な人材であると同時に息子の最大のライバルでもあった。「映画の本質は、泣く、笑う、にぎる、だ。手に汗をにぎるだ。この三つの要素がないと映画は当らん」と部下に叱咤。佐伯孚治、鷹森立一というベテランを監督デビューさせた反面、当たらない映画を作っていたベテラン監督を一人残らず切り、深作欣二、佐藤純彌、降旗康男や新東宝から引き抜いた石井輝男、渡辺祐介、瀬川昌治ら若い才能を抜擢した。また、日活にいられなくなった井上梅次を誘い『暗黒街最後の日』（1962年）など、7本を監督してもらう。好色不良路線を目指す岡田の肝いりで、梅宮辰夫主演の反社会的映画が「夜の青春シリーズ」となった。石井輝男は「当時は岡田さんが最高潮で、企画会議でホン（脚本）を検討して決めるというスタイルじゃなく、岡田さんの一言で製作が決まって、会議なしという感じでした」と述べている。
ギャングシリーズを開拓したものの「そもそも日本にギャングなどいない」と、東映を『時代劇』路線から『人生劇場 飛車角』を初めとする任侠映画路線に転換させる。日活、大映、東宝など他社も追随し、任侠映画は1960年代の大衆映画の最大の分野となった。しかし他社はテレビに食われて生き詰まってしまったが、“東映任侠路線”だけは、テレビに食われることもなく、当たりに当たった。それに合わせるように、岡田は新たに土曜深夜のオールナイト興行という上映方式を組み、これに観客が押し寄せ、任侠映画は70年安保に向けて学生運動の盛り上がりとともに、高度経済成長・管理社会に疎外感を抱く学生やサラリーマンを中心に熱狂的ブームを起こした。東宝、松竹は戦前から不動産を持っていたので、生きのびることが出来たが、戦後派で不動産もない東映が勢いを増したのは岡田の切り替え戦略によるもの。任侠映画と後に手掛ける実録ヤクザ映画抜きに1960年代から1970年代の日本映画は語れない。岡田の仕掛けた“任侠路線”〜“実録路線”は、その後『日本の首領』や、『鬼龍院花子の生涯』などの「女性文芸路線」、『極道の妻たち』シリーズに、先の“現代アクション”“ハードアクション路線”は、『キイハンター』『Gメン'75』や、『ビー・バップ・ハイスクール』や『極道渡世の素敵な面々』などの“ネオやくざ路線”に引き継がれ、後にVシネマという新ジャンルを切り開いていった。岡田は企画、製作のみに手腕を発揮したのではなく、その過程に於いて、宣伝面を考慮した側面においても抜群の力量を発揮した。特に1960年代、1970年代の『人生劇場 飛車角』『緋牡丹博徒』『大奥㊙物語』など、任侠映画、東映ポルノ／エログロ映画のタイトルの大半は岡田が考えたものである。特に刺激的なタイトル命名に手腕を振るった。『大奥㊙物語』の○の中に秘を書くマークは、今は一般的に使われるが、これも岡田が考えたもので、この影響を受けて、当時の新聞や週刊誌では「㊙物語」という活字を多用した。「今ではどこの企業でも部外秘の書類に㊙というハンコを押しているのだから、著作料をもらいたいぐらい」と話している。禁断の園には誰でも興味が沸くだろう、と考えたのが製作の切っ掛けだが山田五十鈴、佐久間良子、藤純子らスター女優を起用して大当たりした。『大奥㊙物語』はブームを呼び、その後の大奥物は、この作品の衣装や小道具がモデルになり、エッセンスは受け継がれ、現在もテレビドラマ等に繋がる。1964年の『二匹の牝犬』では文学座の小川眞由美と六本木で遊んでいた緑魔子を組ませた。初めてスクリーン上に女性のバストトップを露出した風俗エロス映画は、小川、緑による体当たりの演技でモノクロながら大ヒット。同年中島貞夫に命じて撮らせた『くの一忍法』は、山田風太郎原作の『くノ一忍法帖』最初の映像化。スターの資質を引き出すことにも秀で、東宝から引き抜いて以来パッとしなかった鶴田浩二を『人生劇場 飛車角』で、燻っていた高倉健を『日本侠客伝』『網走番外地』で、『不良番長』シリーズなどで梅宮辰夫を売り出す、若山富三郎を『極道』シリーズで、菅原文太を『現代やくざシリーズ』で売り出す。筋金入りの清純派、佐久間良子の裸のシーンを売り物に田坂具隆監督で『五番町夕霧楼』を大ヒットさせた。本作は京の廓の内情を初めて公にした作品として話題を呼んだ。内田吐夢監督に撮らせた『飢餓海峡』（1965年）も岡田の企画。東映は1964年、東急グループを離脱した。
1964年、大川の命で時代劇の衰退した京撮所長に再び戻る。京撮所長に復帰する際、大川から「京都がガタガタになりそうだからお前が京都に行ってくれないと東映そのものがおかしくなる」と言われ、「それならすべて私に任せて下さい。荒治療しますけどいいですね」と大川から指揮権移譲の承認を取り付け、京撮所所長に就任。岡田は反対したが大川は1960年に第二東映（1年後にニュー東映と改称）を作り大失敗。この時、作品量産のため撮影所に臨時雇用の過剰人員を増加させてしまい大きな負担となっていた。岡田が大川に求めた「全権」は、東映京都作品の企画の全ての企画の決定権だけでなく、撮影所の人事を含めた文字通りの全権だった、大川社長からの全権委任を盾に、揉めに揉めたものの大リストラを断行し、2100人いた人員を一気に900人に減らした。また年間の製作本数を100本から60本に減らした。東撮所長時代から「客観的に見て京撮の時代劇はやめないとダメだな」と見ており、京都撮影所で撮影する映画は任侠映画を柱とし、映画での時代劇制作を中止するという路線大転換を遂行、テレビ重視に舵を切る。俊藤浩滋と組んで京撮で製作された任侠映画第一作が1964年の高倉健主演作『日本侠客伝』。時代劇の本城・京撮を「やくざ路線」に切り換えるには大変な出血が必要だったが、断々乎としてこれを実行、陣頭指揮し体を張って突き進んだ。時代の変化に的確に対応し、他の映画会社が軽視していたテレビの世界にいち早く目を付け、時代劇はテレビのみで制作する事にし、この年東映京都テレビプロダクションを設立して社長を兼任。ギャラの高い役者・監督を説得しここへ移ってもらった。さらに東撮に配置転換したり、助監督を東映テレビや東映動画へ異動させるなどで、テレビ時代劇が映画と並ぶ事業の柱となる素地を作り、会社の危機を乗り切った。大監督や大スターも受け入れてくれた事でテレビ映画の地位は高まった。大リストラで撮影所の余剰人員となってしまったベテランスタッフの受け皿に、テレビ界に目を付けたものだったが、当時1964年東京オリンピックを前後して、急激にテレビが普及し、テレビ界の製作力の補充が急務だったというラッキーな面があった。こうしたテレビとの連携は、今日の映画・テレビ協調路線の流れをつくった。この大リストラにより、平山亨や勝間田具治など京撮時代劇のノウハウを身に着けた若手スタッフが新天地で活躍し、新たな地平を切り拓いた反面、多くの才能も失われた。東映動画については「動画のリストラをして初めて気付いた。絵を書くという仕事は、映画を撮るのと違って個人の作業だということだ。それが机を並べて同じ給料をもらうのは、基本的に無理がある。だから、天才が社外に飛び出して自分のプロダクションをつくってしまうのは当然のなりゆきなんだ」等と述べている。1966年10月、東映常務取締役。
ギャンブル性の強い映画と違い、テレビは局から予算が予め出されるため計算が立つ。何よりテレビ製作に求められる「早く安く面白く」は東映京都の最も得意とするところであった。また東映京都テレビや東映京都制作所（のち太秦映像）だけでなく、京撮本体でもテレビ時代劇の受注を開始させ「お前ら、これからはテレビで食っていけ」という岡田の指示の下、京撮は各テレビ局からテレビ時代劇の制作を請け負い、量産体制に入っていく。テレビ映画に本格的に参入を図った岡田は、特に関西のテレビ関係のキーパーソンを積極的に起用した。当時、電通大阪支社企画室長だった入江雄三を介して関西テレビの芝田研三副社長と東映テレビ次長・渡邊亮徳を引き合わせた。「子供ものの時代劇で何かおもしろいものを作ってくれ」と岡田から出された要望により、東映で子供向けの時代劇として最初に企画されたのが『大忍術映画ワタリ』で、時代劇に特撮をプラスした『仮面の忍者 赤影』は、紆余曲折あってこの流れから生まれたもの。『赤影』の大成功によって、阪急東宝グループの関西テレビからより強い信頼を得ることができ、長きにわたり良き関係を続けた。ここからは大川橋蔵の『銭形平次』などを生み、映画スタッフのテレビ進出の先駆けとなった。大川をテレビ映画に口説いたのは岡田で『銭形平次』は、東映がフジテレビに道をつけた作品。このシリーズが当たり、テレビ時代劇も軌道に乗った。当時フジテレビは虫プロ作品を独占的に放送していたが『銭形平次』の成功が、テレビ版『ゲゲゲの鬼太郎』以降に繋がる。1969年から始まった『水戸黄門』は、松下電器の広報課長だった逸見稔から協力を依頼され製作を受注したもの。本作は岡田が1967年発足した東映京都制作所（のち太秦映像）が製作した。『銭形平次』と『水戸黄門』で、テレビ映画の制作は活況を呈した。その他、1968年のテレビドラマ『大奥』は、岡田が企画した映画『大奥㊙物語』から、奥様受けするため、エログロを外して硬い内容にして、スター級の女優を総動員させ時代劇絵巻に変えたもので、初めて取り上げた女性時代劇ともいわれ、映画とテレビが連動したのも、これが最初といわれる。「日本中の女性の涙を絞り出したい」と渡辺岳夫にテーマ曲を依頼した。当時関西テレビは、いつもフジテレビにやられて、いい作品が一本もなかった。関西テレビからは、「この㊙だけは困る。題名は㊙はやめて『大奥』だけにしてくれ」と言われたという。『大奥』は、フジテレビ系でその後何度もドラマ化され、その後『長谷川伸シリーズ』、松平健の『暴れん坊将軍』、千葉真一の『影の軍団シリーズ』など、主として異色時代劇の分野を開拓した。当時他の映画会社はテレビに消極的で、1980年代半ばには、東映京都製作のテレビ時代劇はテレビ各局に広がり、シェアの90%近くを占め、その後も高いシェアを占め大きな柱となった。これらの施策で東映は映画の斜陽期を乗りきったが、これが今日のテレビ局ディレクターが、テレビドラマ感覚で映画を監督するなどテレビ局主導の映画製作という逆転現象を生む遠因になったとする見方もある。また1964年開局の新興ネットワーク、東京12チャンネル（現：テレビ東京）の名物番組となった1969年放映開始の『プレイガール』は、岡田が進めたお色気路線をテレビ向けにソフトにアレンジしたもの。
一方で映画では、京都でも任侠路線に転換し北島三郎の『兄弟仁義』、藤純子の『緋牡丹博徒』などを大ヒットさせた。俊藤プロデューサーの娘・藤純子を映画界入りさせたのも岡田である。1966年10月、42歳の若さで東映常務取締役。これについて大川博は「私は岡田茂と今田智憲の二人の才能を買い、30代で東映の取締役に登用し、40歳を越すや常務に昇格させ、思う存分に腕を振るわせた」と述べている。同年借金で松竹をクビになった藤山寛美を一時東映に籍を置かせる。1967年、松竹にいた菅原文太を東映に移籍させ、安藤昇を東映出演させた。「近い将来、東映の映画部門を担って大川社長を支える両輪となる人物は、製作は岡田茂、営業は今田智憲を措いてほかにいない」とかねて呼び声が高かったが1968年5月、共に44歳の若さで岡田が製作の最高責任者・企画製作本部長兼京都撮影所長、今田は営業の最高責任者・営業本部長兼興行部長に就任。次いで同年9月、製作から営業までを一貫して統括するべく新編成された映画本部長に就任した。大川博は「大衆が求める刺激の強い映画を作ることで企業を安定させることが先決命題で、岡田映画本部長がその命題に沿って徹底した企画を立てている。岡田本部長の権限は、いわば一つの映画会社の社長の立場に匹敵する。自分の思い通りに意思統一ができるわけで大変な権限です」と述べている。東映の映画に関する全権を委任され、企画の最終判断と責任を持つゼネラルプロデューサーになった。東映は岡田の指揮下でエロと暴力を押し出した映画作りに邁進する。岡田が音頭を取った所謂「東映ポルノ／エログロ路線、好色路線」が、この前後から本格化した。1969年、渡瀬恒彦をスカウト。1970年6月（旧）東映ビデオ取締役。1971年テレビ本部長を兼務し映像製作部門の全権を掌握。また33歳の若さで専務になっていた大川の息子・毅がボウリング、タクシー、ホテルなどの事業拡大に失敗。大川親子は斜陽化する映画事業から、ボウリングを主体とする総合レジャー会社に脱皮させようとしていた。これに労組が硬化し、部課長連合が大川社長に反旗を掲げ六・七十人が東映株を所有。毅は労組の吊るし上げを恐れ出社しない等、のっぴきならない状況となって竹井博友ら、労使問題のプロも断るような労組担当も引き受ける。この窮地に『夕刊京都』の労働争議で活躍した「労務屋」長田大全を招聘し、ロックアウトを決行し何とか乗り切った。大川博はこの労働争議で心労がたたり体調を崩す。
大川社長からは後にも先にもないほど感謝されたが、後継は大川毅専務というのが既定路線で、今田智憲も大川に見切りをつけ東映を辞めていたこともあり、自身も退くつもりだったが、周囲から「見捨てないでくれ」と嘆願され踏み止まった。同年8月大川社長が死去。毅から「東映を引っ張っていくには、あなたしかいない」と頼まれ、また五島昇の推しもあって、1981年8月25日の東映臨時取締役会に於いて47歳で社長に就任する。映画に全く興味がない大川毅は映画で儲けた利益をボウリング場経営やプロ野球の経営に注入し、大川親子は映画製作部門を縮小するか、松竹に委ねて、東映をボウリング場を柱とする総合レジャー産業に事業転換させようとしていた。もしこのとき、大川毅が東映の二代目社長を継いでいたら、以降の東映の映像作品はほとんど生まれていないかも知れず、東映が今日のような映像製作を主体とする会社として存続していないかも知れない。社内で人望も0で、経営センスもない大川毅が日本映画史に於いてここで唯一にして最大の貢献を果たした。岡田は常務から三段跳びでの社長就任であった。1971年は映画界全体にとっても大きな節目の年だった。社長就任と同時に1971年8月、東映ビデオ、東映テレビ・プロダクション、東映京都テレビ・プロダクション、東映京都制作所（のち東映太秦映像）東映東京制作所など関連会社60社の社長に就任、東映動画（現・東映アニメーション）、東映化学（現・東映ラボ・テック）会長兼任。同月、日本経営者団体連盟常任理事。大企業を目指し多角的事業で支える大川体制から、映画映像作りを中心とした小回りの利く中小企業プロダクションを目指す岡田商店へと、事業転換を表明。社長に就任するやいなや、このうち不良部門をスパッと切り素早く合理化を推進した。東京タワータクシーを営業停止に、不採算の東映フライヤーズを日拓ホームに譲渡、ボウリングブームは二度とこない、と毅が経営していた東映ボウリングセンター32か所の大半を売却した。1972年6月、東映動画に経営企画室長の登石雋一を社長に派遣、ほぼ半数に当たる150名の希望退職者を募集させ紛糾した。「動画は東映のガンだ。ガンは放置しておいたら、やがて病巣は東映の全身に広がる。ガンは小さいうちに切開手術するのが医者（経営者）の義務だ」と暴言を吐いた。この時異動したスタッフの本社・本編憎しのルサンチマンがのちに東映のテレビ、アニメ躍進の原動力となった。同年7月、幸田清を東京撮影時所長に抜擢。その後も組織のスリム化を断行した。一方で、ボウリングに代わる新規事業として住宅産業に進出、建売住宅・不動産分譲、マンション、パチンコ店事業にも進出した他、劇場の建て替えを含む再開発プロジェクトを手掛けた。また、ホテルチェーン（東映イン、東映ホテル）やゴルフ場建設を拡大させるなど事業の再構築を行った。

### 多角経営への道
一方では多角化を推進し、テレビの普及で苦しむ他社を尻目に、テレビに吸い込まれないお客を取り込み〔不良性感度〕映画を標榜。不良性感度で東宝や松竹と全く違う「東映カラー」を作りあげ、後発の新興会社を一流映画会社にのし上げた。「映画は商品である」が持論。拡大するテレビ人気に対抗するべくテレビでは扱えない映画ならではの素材として、エロは絶対に外せない路線。「時代を読みながら何でもやる。変幻自在がうちの特徴」と語り、反戦映画から、時代劇、文芸映画、任侠映画、実録映画、キワモノ（エログロ）まで、観客の好みを敏感に読みとり、時に批判を尻目に多種多様な映画を世に放つ。或いは洋画の流行に乗っかり、和製オカルト映画、和製パニック映画、和製格闘映画、和製SF映画、和製残酷映画、カラテ映画、マシン路線、健全喜劇・スポーツ映画路線と次々、死屍累々の企画を打ち出す。菅原文太の『仁義なき戦い』を初めとする「実録路線」や、大号令をかけて「東映ポルノ」を批判を押しのけ他社に先駆け量産した。こうした極端な男性重視路線は東映の映画館から女性客を消した。「実録映画」という呼称は、1972年のイタリア映画『バラキ』あたりから用いられるようになったものだが、用語として確立、定着するのは『仁義なき戦い』を「実録映画路線」の第一弾として発表してからで、これが大成功をおさめ、次々連作されて、一気に普及したもの。『仁義なき戦い』や『山口組三代目』など実録映画の爆発的ヒットがあった1973年は年間配收約80億円と創立2番目の記録を更新した。「実録路線」はスタンダード化し、その後のVシネマなどでも、実録でなければ売れないという公式が確立された。「東映ポルノ」では、抜擢した天尾完次プロデューサーが、石井輝男や鈴木則文とのコンビで、アメリカでよく使われていたが日本では一般化されていなかった“ポルノ”という言葉を移植、池玲子の売り出しに“日本のポルノ女優第一号”“ポルノ映画誕生”という惹句をつかった。1972年から始まる“日活ロマンポルノ”が“ポルノ”の言葉を浸透させたが、造語的には東映のアイデアの拝借である。石井の“異常性愛路線”のスタートとなった三原葉子、谷ナオミ、賀川雪絵ら出演のエロ大作『徳川女系図』の大ヒットは、大手映画会社の性モラルの防波堤が一気に決壊、日本映画をエロで埋め尽くす程で、影響は映画界のみならず音楽界・歌謡ポップスにまで及ぼした。これを皮切りに日活の『野良猫ロック』シリーズに対抗して池玲子、杉本美樹、大信田礼子らの『女番長・ずべ公番長』シリーズ、梶芽衣子、多岐川裕美、夏樹陽子らの『女囚さそりシリーズ』などを編み出しエロ映画を量産した。『女囚さそりシリーズ』の成功は、企画に困窮していた邦画各社がこぞって劇画原作を実写化するきっかけとなった。タランティーノの影響から、2000年代に日本国外で続々DVD化されており再評価（初評価）が進む。『女囚さそりシリーズ』の第4弾『女囚さそり 701号怨み節』（1974年正月映画）と併映だったのが高倉健の新企画『ゴルゴ13』である。 1970年前後には他社の二倍近い興行収入を上げた。
しかしこの後、千葉真一・志穂美悦子らの格闘映画が大ヒットし、千葉の作品は海外でも大ヒットすると、ポルノ映画の主流が日活・大蔵映画などに移ったこともあって東映ポルノをアッサリ切り捨て、多くのカラテ映画をシリーズ化させた。1972年6月、それまで各事業部門が社長指令の忠実な実施体であったワンマン経営から、全社上げて経営に当たるという"経営第一主義"を打ち出す。全社的な機構改革で事業部制を導入、映画事業部、テレビ事業部（テレビランドの創刊等）、教育事業部、観光不動産事業部、スポーツ事業部、および各支社に関連事業室を発足させ、東西両撮影所にも事業部が設けられて新しい収益源を開拓することになった。「泥棒と詐欺以外は何でもやれ」などと発言し、全事業部門に例外なく己の担当する分野で、新たな収益源を開拓せよと命じた。また本社宣伝部内に宣伝開発課を開設し、その後宣伝事業部、映像事業部に昇格。これらの事業部がレコードの原盤やPR映画の制作、演劇公演やアニメーションフェスティバル、催事ショー（キャラクターショー、子供ショー）、地方博のパビリオンの映像制作、新聞社やテレビ局と組み「エジプト展」や「全国郷土祭」（日商主催)など文化事業を手掛けた。1975年には撮影所の有効利用策として、我が国テーマパークのはしりとも言うべき東映太秦映画村をオープンさせた。
大川博からは洋画は絶対にやるなと言われていたが、1972年5月、洋画部（東映洋画）を新設し洋画配給業へ進出。とくにブルース・リーとアラン・ドロンの買い付けで、洋画界にセンセーションをまきおこす。この洋画部は香港製のカンフー映画だけを扱いつつ、邦画まで扱うという部門と、洋画のみ扱う東映ユニバースフィルム（1981年12月発足、1984年3月東映クラシックフィルムに改称）というのがあった。1973年『テレビランド』を徳間書店に移す。正面から日露戦争を描きたいと笠原和夫に指示して制作した『二百三高地』の大ヒットは、各社大作路線を本格化させた。フジテレビを退社した五社英雄をカムバックさせ、『鬼龍院花子の生涯』『極道の妻たち』シリーズなど“女性文芸大作路線”を生み出した。1975年香港のショウ・ブラザーズと提携。カンフーブームで買い付けた『ドランクモンキー 酔拳』などジャッキー・チェン映画で、ジャッキーフィーバーを起こした。また労組問題で混乱していた系列の東映動画に1974年、親友の今田智憲を社長に据えて建て直し、日本アニメ日本国外進出の大きな推進役となった。その他、テレビ放映では商業的に失敗に終わり、どこの映画会社も断った劇場版『宇宙戦艦ヤマト』を西崎義展から買い付けしたのを手始めに、続編の『さらば宇宙戦艦ヤマト 愛の戦士たち』など、一連の宇宙戦艦ヤマトシリーズ、『銀河鉄道999』などの松本零士作品をアニメ化、映画化して大きな収益を上げた。『宇宙戦艦ヤマト』が1977年8月に劇場公開されたとき、“アニメブーム”なる言葉が生まれ、この作品の大ヒットから、それまでテレビの夕方の子供向けの時間帯にひしめいていたアニメーション映画が大型化されて劇場に進出するようになった。『宇宙戦艦ヤマト』『銀河鉄道999』が、ブームを通り越して今日定着した劇場アニメの先駆けとなった。1980年1月、東急レクリエーション社長就任。
1970年代後半からは自前主義から転じて独立プロダクションと提携に力を入れ、損を出さない体制にシフトした。これらは1960年代半ばから岡田が手掛けた縮小・合理化システムの延長線上にあるもの。1983年に東陽一に撮らせた『セカンド・ラブ』(1983年）などは、東映資本ながら東映のスタッフは皆無の映画であった。角川春樹の後ろ盾となり、タッグを組んで一時代を築く。その他、1974年に岡田が目論んだ"共産党の実録"という企画は実現しなかったが、岡田の試みた大組織に映画公開前に前売り券を売り捌くという手法は、その後『夜明けの旗 松本治一郎伝』や『空海』、『福沢諭吉』などの伝記映画や、東映系でかけられる幸福の科学出版製作の『太陽の法 エル・カンターレへの道』(2000年)、『黄金の法 エル・カンターレの歴史観』(2003年)のアニメなどが、東映のビジネスモデルとして引き継がれた。ただし、幸福の科学との繋がりは2009年の幸福実現党による政治進出を危惧して『仏陀再誕 The REBIRTH of BUDDHA』を最後に切れている。
テレビ映画に関しては、大川博時代に引き続き制作を進めた。『仮面ライダー』から始まった版権ビジネスは、現在キャラクター商品の名称で一般的によく知られ、今も大きな収益源となっている。1975年テレビ版権営業部を設立し、版権収入の拡大に力を入れる。ビデオ時代の到来に対応する体制作りにも乗り出し1977年8月、東映芸能と東映ビデオを合併させ東映芸能ビデオを設立（のち東映ビデオ）。翌1978年にはビデオ制作強化のため東映ビデオセンターを設立し、この年カラオケビデオを発売した。また一本立て大作主義による下番線の本数不足を補うため1977年12月、ATGの商業映画版ともいうべき、東映セントラルフィルムを設立。日活から黒澤満を東映ビデオの製作部門の長として引きぬき、東映セントラルフィルムと組ませて低予算で映画を制作するセクションが設立され、これが後にセントラルアーツとなる。家庭用ビデオデッキの普及に伴い、1980年前半にはポルノビデオ（アダルトビデオ）が爆発的に売れた。1980年、東急グループの興行会社・東急レクリエーション社長に就任、16年ぶりに東急グループに復縁し、五島慶太・五島昇に対する不義理を解いた。「映画の日」の全国普及にも貢献。1984年日本衛星放送（WOWOW）設立で非常勤取締役（〜2001年）。1986年黒木瞳を『化身』で、映画主演デビューさせた。1989年3月期の決算で東映として初めて総売上げ1000億円の大台に乗せる。1990年夏から「東映まんがまつり」を鳥山明に絞った番組編成の「東映アニメフェア」に転換させた。1993年、東映会長。1996年、ルパート・マードックと孫正義によるテレビ朝日買収を阻止した。1997年11月「時代劇コンテンツ推進協議会」を立ち上げる（#時代劇復興）。晩年は各地の映画祭などで、このような東映映画史を面白おかしく講演して好評であった。洒脱な人柄で、パーティーの席などでのスピーチも天下一品。軽妙なあいさつで会場をわかせたといわれる。戦後の日本の娯楽産業を創った一人である。瀬川昌治は「岡田さんの人生はそのまま東映躍進の歴史につながっているといっても過言ではない」と述べている。日本経済新聞社は岡田を「邦画の礎を築いた男」「戦後の映画史とともに人生を歩んできた男」、サンケイスポーツは「昭和、平成を通じて、人生そのものが映画の歴史に重なる傑物だった」、松岡功は「岡田さんは映画界のドン。今の映画界があるのは岡田さんのおかげです。日本映画の復興に、あれだけ尽力した人はいません。時代が変わったということもありますが、岡田さんのような方はもう出てこないと思います」と評した。
恰幅のよさと親分肌で豪放磊落な性格から、東大卒と言っても信じてもらえず、「あなたは拓大出身じゃないの?」とよくからかわれた。『仁義なき戦い』の広島弁は岡田の社内での罵詈雑言を脚本の笠原和夫が参考にした、という逸話を持つ。また菅原文太のトレードマークになった広島弁は、岡田が同郷の張本勲に菅原に広島弁の指導を頼んだものという。『仁義なき戦い』の菅原の名セリフの抑揚、アクセントは張本の監修であった。付き合いの広さでも知られ、映画・芸能界のみならず多く経済界と交流を持った。早稲田大学出身で縁の無い小渕恵三の後援会が無いと知ると、可哀そうだと早大出身者に呼びかけて作った。また岡田を慕う人達が多く岡田一家、岡田学校と呼ばれたりした。沢島忠は「結婚も監督になれたのも岡田さんのおかげ。面倒見の良い兄貴。偉大な親分。あれほど多くの映画人に慕われた人はいない」、北大路欣也は「人生を生ききり、どんなに素晴らしいかと思う。男として憧れの的でした」、里見浩太朗は「すばらしい指揮官だった。あんな人はもう出てこないんじゃないかな。背が高くて二枚目。ダンディーで俳優や女優のあこがれだった」と話した。
1978年から1995年まで日本映画製作者連盟会長。この他、映画産業団体連合会会長、日本映画テレビ製作者協会理事長、日本映画海外普及協会理事長、テレビ朝日会長、（株）東急レクリエーション代表取締役会長、北海道テレビ放送取締役など多くの要職に就く。日本映画製作者連盟会長、映画産業団体連合会会長は通算30年務め、日本映画復興に尽力した。1974年城戸賞創設に関わり、以降1994年まで審査委員長を務める。1978年日本アカデミー賞の創設にも尽力、会長・名誉会長を歴任し、その功績を称えて第30回を迎えた2007年度より同賞では初めて個人名を冠した岡田茂賞が新設された。撮影所所長としても数多くのヒット作を世に送り出し、辣腕を振るった岡田の多大な功績を讃え、その年独自の創造性と高い技術力により娯楽性と芸術性を合わせ持った高品質の映画を製作した「製作プロダクション」を顕彰する。1985年、瀬島龍三らと東京国際映画祭を創設。
郷里広島関係の貢献では、東京広島県人会会長として長く同会の発展に尽力した他、竹下虎之助広島県知事が広島の県勢活性化のため、東京で活躍する広島出身の経済人に知恵を借りようと組織した「広島県産業懇話会」のメンバーでもあった。その他、1982年5月、地方自治体で初めての映画や音楽資料を収集・保存する専門施設・広島市映像文化ライブラリー（広島市立中央図書館併設）の開館にも尽力した。1990年、岡田を主人公にした『映画三国志：小説東映』という小説が、岡田を師匠と挙げる大下英治作で徳間書店から出ている。これを原作として笠原和夫が脚本を担当し、岡田の母親にまで会うなど徹底取材した2時間ドラマが、普段は洋画を放送する日本テレビ系「金曜ロードSHOW!」枠で同年6月1日放送され、中村雅俊が岡田を、妻の役は黒木瞳が演じた。

### 名誉会長へ
2006年7月、三代目会長だった高岩淡が取締役相談役に退き、82歳で名誉会長として再登板、岡田家のワンツー体制となった。

### 死去
2011年5月9日午前5時55分、肺炎の為、東京都内の病院で死去87歳没。岡田は戦後映画界の中枢にいた最後の生き残りであった。戒名は隆徳院殿茂岳秀榮大居士。「映画人として素晴らしい仕事をした」という意味という。

## 受賞・受章・ランキング
1984年藍綬褒章、1995年勲二等瑞宝章受章。
映画雑誌『プレミア』（アシェット婦人画報社）2001年4月号の特集「決定!プレミアが選ぶ日本映画界パワー100人ランキング」で、角川歴彦、徳間康快、宮崎駿、北野武、出井伸之らを抑えて第1位に選ばれた。
映画産業団体連合会は、第56回「映画の日」に於いて、ジャンルの縛りを超えた数々の映画を製作し、又、幾多の映画人を育成し続け、生涯を通じて映画界の隆盛に多大な貢献を果たした岡田に1993年に続き、二度目の特別功労大章を贈った。

## 活動

### 戦争映画
1950年、岡田の初プロデュース作『日本戦歿学生の手記 きけ、わだつみの声』は、日本初の「反戦映画」といわれる。
中島貞夫の出世作『893愚連隊』（1966年）、オールスターキャスト『あゝ同期の桜』（1967年）は、任侠映画全盛で、製作が難しい企画だったが『893愚連隊』は、岡田が企画を通したものである。
1980年の『二百三高地』は、岡田が「そうだなあ。乃木大将を中心に創ってみたらひょっとしていけるかな。今まで、乃木将軍を描いた映画はないだろう」という何気ない岡田の一言が『二百三高地』を生む切っ掛けとなった。
『二百三高地』が大ヒットすると、各社で戦争映画、大作映画が作られるようになった。岡田は笠原に「もう一本、戦争映画で行こう」と指示。笠原は「もう一本って何を書いたらいいんですかね」と聞くと「今度はジス・イズ・ザ・ウォー!　ってやつだ」「はあ」「この前の戦争をやろう。太平洋戦争、大東亜戦争を」「あれ、負け戦ですよ、日露戦争と違って」「お前な、勝ったところだけ繋げりゃええんや」「みんな、負けたこと知ってますよ」「だからジス・イズ・ザ・ウォーやないか!」と、太平洋戦争の脚本執筆を指示。『大日本帝国』『零戦燃ゆ』の後、大作路線の一連の仕上げとして、岡田は瀬島龍三から頼まれて「昭和天皇というのをやろう」と笠原に脚本の指示を出した。『二百三高地』に瀬島を監修で呼んだのは岡田である。脚本は書き上がったが宮内庁の反対を喰らい頓挫。力を入れた脚本が流れた笠原は大きなショックを受け、これ以降仕事に力が入らなくなってしまったという。東映太秦映画村がオープンした時、岡田は瀬島を撮影所に案内したが、岡田が照明や小道具、衣装などのスタッフみんなに声を掛けて回り、それも名前を全て覚えているのに瀬島は感心し、「この職場は統制のない秩序がある。上から強制しなくても秩序がちゃんとできている。本当の理想的な社会だ」と褒めたという。瀬島は大川毅が退職した1987年に東映の相談役に就任している。

### 人物
1957年、47歳で死去したマキノ光雄に代わり、大川の下、27歳で予算主義を現場で取り仕切る。天才的な閃きと持ち前の押し出しの強さで難局を切り抜ける豪腕により＜鬼の岡田＞と恐れられた。朝の7時半には撮影所に来て、各組のロケ行きを見送り、10時から部屋に閉じこもり、全ての脚本をチェック。ロケに行ったら雨が降ろうと矢が降ろうと、撮ってくるまでは帰ってくるな、雨は照明の当て方次第で消せると指示を出した。雨で中止にしたら1回のロケで100万はすっ飛んだためで、スケジュールも予算もキチンとハメさせ、ヨソが一本4000 - 5000万円かけてるころに、900万で作らせた。撮影中のNGも2カットに1回しか認めない。当時の東映は人件費が安く、フィルム代が高かった。厳格なスケジュール・予算管理が徹底により、東映は他社には実現できなかった二本立て興行による地方館の独占に成功した。田坂具隆、内田吐夢、伊藤大輔といった巨匠たちも岡田を信頼した。岡田の前までは、そういうことは大雑把だったという。
高身長で押し出しのきく体型。大きな声に強烈な自己発現力。そこから発せられる広島なまり（時に関西弁・関東弁の場合も）の弁舌は相当な風圧。ひとしきり"吠える"と必ず「なあおい！」が口癖。気の弱い者にはかなりのストレスだったという。

### 東映ラインナップ
大川博は映画づくりはズブの素人だったため、企画選定に干渉せず、大川時代の東映は、企画の最終決定はマキノ光雄が握っていた。マキノの下で実際の製作を岡田が責任を持って行った。マキノが1957年に亡くなると企画の最終決定は東・西の両撮影所所長が持つようになった。つまり岡田は京都撮影所（以下、京撮）所長に就任した1962年から企画の最終決定を持っていた。勿論、京撮所長が反対側の東映東京撮影所（以下、東撮）所長が決めた企画をひっくり返すことは出来ない。大島渚自身が失敗作と認める『天草四郎時貞』は、岡田が東撮所長時代に京撮の辻野公晴の企画を 当時の京撮所長が通したもの。岡田は1964年2月に東撮所長から京撮所長に転任するが、その後の東撮も岡田が残した任侠路線や好色路線を踏襲したことから、岡田は東映作品のラインナップを事実上指揮した。岡田は1968年に製作の最高責任者・企画製作本部長兼京都撮影所長、同年秋に製作から営業までを一貫して統括する映画本部長に就任し映画会社の社長の立場に匹敵する権限が与えられた。1971年1月にテレビ本部長を兼務し映像製作部門の全権を掌握。大川の逝去で、このまま1971年8月社長に就任すると長らく取締役を置かないワンマン体制を敷き、2002年6月に相談役になるまでに実質40年の間、東映の企画の最終決定を行った。この間、岡田のOKが出なければ東映で企画は通らなかった。

### 萬屋錦之介と美空ひばり
マキノ光雄とともに美空ひばりを引き抜いた時、最終的な交渉の席にいたのがひばりの母・加藤喜美枝ともう一人の親代わりだった山口組の田岡一雄組長。田岡は「ひばりをタイトル・ロールの常に一番右におくこと（書き出し）」を条件の一つに付けた。「それはできません」と岡田が答えると、田岡は「なんでや!」と語気を強め、じろりと岡田の目を凝視した。岡田はとっさに「いつも右だと他のスターが共演しません。中村錦之助や大川橋蔵は、なにしろ歌舞伎界の出だから序列には特別うるさい。これはケース・バイ・ケースでいきましょう」と切り返すと、田岡は「ケース・バイ・ケース?　ええ言葉出たな。どうするお母さん、それでええか?」その時、ひばりが『いいわよ。岡田さんの言い方が当たり前よ。私は東映の看板俳優の人たちと共演したくて契約したのだから』と言い、母親も賛成してくれた。ひばりの毅然とした態度で最大の難関を通過できた。マキノは恐くてたまらなかったという。高岩淡の証言では、この時の料亭での話し合いには、ひばりとマキノはおらず、岡田と田岡、加藤喜美枝の三者による話し合いで、田岡、加藤が「ひばりの名前を出演者のトップに出せ」と言って聞かないので、「歌舞伎界の御曹司（中村錦之助）をトップにしないわけにはいかない。今回はひばりさんはトメ（出演者の最後）にしてください。ひばりさんをトップにするなら、相手役は里見浩太朗になりますよ」と、岡田がはっきり言い返したので、田岡が感心して「この人の言うとおりや」と逆に加藤を論したという。
田岡は岡田の度胸に惚れ込んで、以来、京都に立ち寄る度にスタッフ全員分のきんつばを土産に撮影所の陣中見舞いに訪れ、その労をねぎらうようになったという。田岡が京都のクラブ「ベラミ」で鳴海清に撃たれて負傷した1978年7月11日も、この日の前日焼けた京撮の火事見舞いの帰りだった。また後に東映がヤクザ映画に方向転換した際は、取材協力だけでなく、他の組とのトラブルに巻き込まれないように気を配ってくれたという。田岡は生前「岡ちゃん、あんたがヤクザなら、俺以上の親分になっとるわ」と感心していたという。
ひばりの母・加藤喜美枝も岡田を非常に信頼し何かあると『岡田さん、岡田さん』と岡田を呼び『岡田さん以外とは話さない』と言っていたという。岡田は神戸芸能社との交渉も恐れず、ひばりの地方興行と映画の撮影が重なることがあっても、撮影を優先させた。ひばりは小林旭と結婚した1962年あたりから映画や浅草国際劇場での正月公演の入りが悪くなりピンチを迎えた。喜美枝がひばりの再出発として企画したのが、『江利チエミで大成功した後、次は本家に出て頂きたいんです』と、新宿コマ劇場から要請のあった初の座長公演であった。しかし浅草国際劇場での興行には神戸芸能が入っていて、そこから東宝系の新宿コマに移るということは神戸芸能と手を切ることになる。喜美枝はこの契約を田岡に内緒でしてしまい田岡の逆鱗に触れた。東映との専属契約は1963年12月で切れたが、いざというときに泣きつくのは岡田であった。岡田を通して田岡の怒りを鎮めてもらおうと、喜美枝は岡田と共に療養中の田岡を訪ねて何とか田岡の怒りを収めた。『お嬢の座長公演のスタートは、女の花道』との演題で川口松太郎に粘りに粘って脚本を書いてもらい、1964年6月一か月の公演が決まった。舞台の演出には映画で何度もコンビを組んで気心知れた沢島忠を希望した。しかし沢島は当時東映と専属契約を結んでおり他社の仕事は出来ない。喜美枝はこれも岡田と直接交渉し、強引な申込みに岡田は困り切り、出した一案が『東宝から淡島千景を東映に借り、その代わり沢島を東宝系の新宿コマの舞台に貸す事にする』というバーター案で、これにより沢島の貸し出しが決まった。沢島はこの後1967年、岡田が『もう時代劇はやらない』というので東映を辞め、東宝系の東京映画に移るが、これを機にその後は美空ひばりの舞台演出を主に活躍した。
当時22歳の萬屋錦之介と17歳の美空ひばりは、共演後にたちまち恋仲となったが、ふたり共に、これから上り詰めていこうという絶好調の大スター同士で周囲が猛反対した。それでも別れないふたりに田岡は困り果て、岡田に別れさせてくれと頼み、岡田がふたりを別々に呼んで諄々と諭して別れさせたという。
1954年、岡田が製作課長時代に東映に移籍してきた萬屋錦之介を唯一説得できる存在であった。錦之助は『笛吹童子』の大ヒットで一躍スターとなったが、錦之助は子供向け路線から、大人の俳優へ脱皮しようとした。しかし何とかこれを説得して先送りさせた。当時東映は二本立てをやっていたが、片岡千恵蔵や市川右太衛門の作品には若いファンがいない。だから錦之助や東千代之介の作品を組ませると客層のバランスが取れる。錦之助はいろいろやりたいものを言ってきたが、『ダメだ』と言ってしばらくは言うことをきかせた。できるだけ小難しいものには手を出さないようにしていたが、しばらくすると内田吐夢や伊藤大輔、田坂具隆ら、巨匠連中が錦之助を放っておかなくなった。これら巨匠の作品に出演していくうち、錦之助は“巨匠離れ”ができなくなった。他の作品に出るのが馬鹿馬鹿しくなってきたのである。岡田は『そんなこと言ってると人気が落ちるぞ』とケンカもしたが、当時、東映が夏と正月に作っていたオールスター映画にも出ないというようになってきた。錦之助は書き出しに特にうるさく、岡田も往生させられた。その頃から錦之助に外からも誘惑が来るようになって『岡田さん、会社がいうような企画だけじゃダメなんだ』と言うようになり、説得が難しくなってきた。この後、岡田が1961年後半から二年半の間、京都から東京撮影所長に転属すると、錦之助は変な企画をやるようになって、お客も入らなくなってきた。1964年に岡田が京撮に戻り、何とかしようとしたが、当時錦之助は俳優組合の委員長にまつり上げられていて、有馬稲子からも組合活動を辞めさせて欲しいと頼まれ、有馬には『年間7000万円も貰っている錦之助がリーダーで話がまとまるのか。錦之助は大川社長より年俸が多いんだよ』と言うと、有馬は『そうよねー』と頷いていて、錦之助に『お前はそんな柄じゃない』などと説得したが聞き入れず社長たちの。この頃、東映の任侠映画と時代劇の立場が逆転し「宮本武蔵シリーズ]」五部作の完結編『宮本武蔵 巌流島の決斗』は、営業サイドがやめてくれと言ってきて製作が危ぶまれたが、岡田が奔走し低予算で完成に漕ぎ着けた。さらに錦之助は独立を大川社長に告げる。大川は猛反対したが岡田は『このままケンカ別れするのは損だから、俺に任せろ』『お前が思っているほど、フリーというのは楽じゃない。また東映に帰ってこれるように4本の映画に出てくれ』との条件を出し錦之助を説得、1966年錦之助は東映を円満退社し『中村プロダクション』を設立したが1982年に倒産、岡田らの口利きで『ビッグヒル新社』という再建会社を設立したがこれも倒産した。錦之介は再び岡田のところへやってきて『柳生一族の陰謀』へ出演することとなる。

### 格闘映画／カラテ映画
格闘をモチーフとしたアクション映画は1956年の『空手打ちシリーズ』（高倉健主演）からだが、1960年代に入ると柔道を正式競技とする東京オリンピックを先取りした『柔道一代シリーズ』（千葉真一主演）や、テレビドラマでも桜木健一を主役にすえた『柔道一直線』を制作していた（ ⇒ #テレビドラマ）。1973年の空手をモチーフとした千葉真一主演『ボディガード牙シリーズ』は、週刊サンケイに連載していた梶原一騎の劇画を映画化したもので、『巨人の星』・『あしたのジョー』・『空手バカ一代』と梶原が次々ヒット漫画・劇画を発表していたので岡田は注目していた。
4か国合作『東京-ソウル-バンコック 実録麻薬地帯』（千葉真一主演）のシナリオハンティングで、1973年の夏に香港を訪れた高田宏治が劇場で『燃えよドラゴン』を観て「香港にとんでもなく面白い映画がある」と、岡田へ日本で一般公開される前に試写で観せた。「オモロイやないか。カンフーをカラテに置き換えて、千葉で行け（千葉真一を主演に据える）」と岡田が号令を出して製作したのが1974年の『激突! 殺人拳』。東映にとって久々の大ヒットを飛ばした作品となり、当時の岡田は何をやってもうまくいかなかったが、よっぽど嬉しかったらしく祝電をいっぱい打っていた。この成功によりカラテ映画を路線化した。
フランシス・フォード・コッポラが千葉真一とアル・パチーノの共演で映画を作りたいと岡田に打診してきたことがある。アメリカ州・欧州・東南アジアで千葉の主演作品『殺人拳シリーズ』・『地獄拳シリーズ』が大ヒットしていた頃、岡田に「海外で勝負させてください」と千葉は頼んだが、「ハリウッドを牛耳っている人たちに、ケツの毛まで抜かれて帰ってくるのが関の山だぞ」と反対された。ジャパンアクションクラブ（JAC）のことも悩み、他の人に引き継いで、全部クリアしてからアメリカ行きを決断したときはもう50歳を過ぎていた。
鈴木則文が提出した三作品の企画を自らで潰しておきながら、京都へ帰ろうと挨拶に来た失意の鈴木に「京都時代に俺とお前で作った『緋牡丹博徒』のカラテ版をつくる。主演は香港から呼ぶ。『燃えよドラゴン』でブルース・リーの妹役を演ったアンジェラ・マオと交渉した香港支社から、今OKの知らせが入った。すぐ脚本の準備に入れ」と電光石火で企画を成立させる。「日本語なんか喋れなくてもあの子は売れるぞ。緋牡丹のお竜のカンフー版だ。お前のシリーズになるぞ。題名はこれだ」と岡田が付けた題名が『女必殺拳』（1974年）であった。しかしアンジェラ・マオが諸事情で不出演となり、千葉が推薦してきた愛弟子・志穂美悦子の抜擢となった。志穂美は「現代版お竜」を謳い文句に、「日本初のスタントウーマン」と銘打って『女必殺拳』で主演デビュー、『女必殺拳』はシリーズ化され、志穂美の出世作となった。志穂美は『華麗なる追跡』などにも主演していく。志穂美に続き、千葉の秘蔵っ子・真田広之が『忍者武芸帖 百地三太夫』（1980年）、『吼えろ鉄拳』（1981年）、『燃える勇者』（1981年）と主演し、アクションスターとして売り出された。初主演作『忍者武芸帖 百地三太夫』は当初、ジャッキー・チェンの香港カラテ映画を参考にしたナンセンスアクションであったが、岡田が真面目な時代劇に変更したという。2002年、日刊スポーツ映画大賞の表彰式で『たそがれ清兵衛』で主演男優賞を獲得した真田広之について「ウチにいたときよりずっと良くなったよ」と話した。

### ニュー東映とアクション映画
1961年、東映東京撮影所の所長に着任し、ニュー東映の量産体制を担うべく、深作欣二ら助監督を監督へ昇格。千葉真一が初主演で深作の監督デビュー作『風来坊探偵 赤い谷の惨劇』は、日活の『渡り鳥シリーズ』をマネしろと製作されたものだが、それでも物語はスピーディーかつドライな独自なものに仕上げられた。同年に千葉・深作コンビの『ファンキーハットの快男児シリーズ』は『風来坊探偵シリーズ』より現代的な作品になっており、高倉健・鶴田浩二らもニュー東映の“現代アクション路線”に出演していた。岡田は器械体操で使用される器具を次々東京撮影所に設置し、千葉へ撮影の合間にトレーニングするよう指示していた。千葉と深作は東映の外に出て、1966年の日本台湾合作映画『カミカゼ野郎 真昼の決斗』でもコンビを組んでいるが、これらはテレビドラマ『キイハンター』（1968年 - 1973年、TBS）の先駆けともいえる作品となっている。深作の1962年作品『誇り高き挑戦』は各方面から賞賛されたが、お客が入らず、岡田が深作に「駄目や、全然違うじゃないか。お前、ジャーナリズムとか批評家なんかに褒められて、いい気になったらあかんぞ」「お前、もっとドンパチやれ。ドンパチやらないからいけないんだ。『ギャング対Gメン』、これをやれ」と同作を撮らせた。岡田は当時テレビで日本でも人気があった「アンタッチャブル」でいけ、と指示を出し、これを脚本の村尾昭が馬鹿丁寧にパクり、岡田は「これは面白い」と褒めたが、なんぼなんでもそっくり過ぎな映画になっている。しかし三島由紀夫は何故かこの作品を褒めたという。
『網走番外地』（1965年）は、元々三國連太郎が、岡田が手がけた“ギャング物”“現代アクション路線”の延長上にある“娯楽アクション映画”として、岡田に企画を提出したのが始まり。
大映のアクション時代劇を観た岡田は 吹き替え・スタントマンの重要性に気づくが、当時の東映の大量生産体制でスタントマンを養成する余裕がないため、手っ取り早く、日本最初のスタントマンともいわれる宍戸大全を大映から引き抜く。明るく楽しい時代劇では、いつか観客離れがくると、将来の時代劇アクションという方向性を模索していた。ところが当時は 吹き替え・スタントマンという専門職がまだ確立されていない時代、また宍戸も大映に所属し五社協定で移籍は不可能であるが、岡田は何のトラブルもなく宍戸を破格の待遇で東映に移籍させた。また100万円をポンと出して諸道具を購入させた。この諸道具は1962年、大映で市川雷蔵主演で『忍びの者』がシリーズ化されると、諸道具一式と宍戸を込みで大映に貸し出し、一作品当たり50万円（計8本）を請求して充分元を取った。宍戸を引き抜いたものの、間もなく時代劇を終了させ、着流しヤクザ路線へ舵を切るため、宍戸をあまり活かせず、宍戸は1967年フリーとなる。

### 仁侠映画

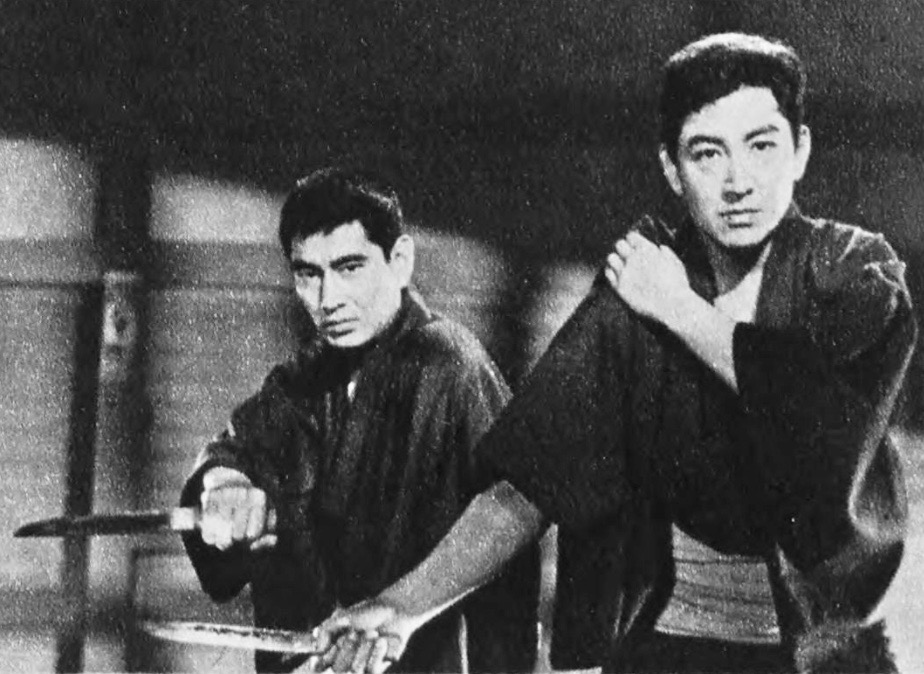
『人生劇場 飛車角』（1963年）

岡田プロデュースによる1963年『人生劇場 飛車角』は、東映任侠路線の幕開けとなった作品で、過去何度も映画化された青成瓢吉を主人公とする青春映画では当るまいと考え、登場人物の一人・ヤクザの飛車角を主人公に据えヤクザ映画に変えたものである。『飛車角』路線は成功し、時代劇不振にあえいでいた東映の活路を開き余勢を駆って東映は〈ヤクザ映画〉の量産に踏み切り、以来十年に及ぶ隆盛を迎えた。
この〈任侠路線〉〈やくざ路線〉を敷く布石を置きながら、時代劇の復活にも尽力し1964年、1965年にかけて『悪坊主侠客伝』『御金蔵破り』『集団奉行所破り』『大喧嘩』『忍者狩り』『間謀』『くの一忍法』『十兵衛暗殺剣』等、「忍者もの」「集団抗争時代劇」で最後の希望を託し連作したが、作品の良さとは関係なく興業的には凡打で終わり、1965年の正月映画『徳川家康』で時代劇の帰趨を見ると「時代劇は当分駄目だな」との決断に達した。岡田は『風にそよぐ葦』（1951年)や『陸軍残虐物語』（1963年）など、それまで東映では扱わないものを持ち込んだ人物なのだが、ヤクザが当たると「ヤクザ以外に客は呼べない。映画はヤクザだ!」とヤクザ映画ばかり作らせ現場を辟易させた。
1972年、岡田が総指揮を執った藤純子の『純子引退記念映画 関東緋桜一家』が大ヒットした後、任侠映画の当たりがもうひとつの状況を迎えた。同年秋に安藤昇の『やくざと抗争』が予期せぬヒットを放ったため、即座に続編の製作を命じ、この続編のタイトルに『やくざと抗争 実録安藤組』というタイトルを付けた。暗中模索の中で岡田の頭にひらめいたのが"実録路線"である。これが『仁義なき戦い』の誕生になり、『山口組三代目』に繋がる。『仁義なき戦い』シリーズは、東映実録路線といわれ、その後、多くの実録ヤクザ映画が製作された（#実録）。

### 京撮の大リストラ
1964年、所長として京都撮影所に帰還。「日本で最低の撮影所」ともいわれた東映東京撮影所を『人生劇場 飛車角』の大ヒットなどで甦らせたばかりであったため、鶴田浩二などは「ここまでやって来たのにあんたが行ってしまってどうするんだ」と、一晩中泣いていたという。大川からの最大のミッションが京撮の合理化で、時代劇の退潮とテレビの興隆を肌で感じていた岡田は、時代劇中心の京撮を抜本的に改革しなければ東映の将来はないと考えていた矢先だった。“一つの映画のブームは10年”という考えを持ち、「時代劇はやめだ。撤廃する」と早いうちに決断。2100人いた人員を一気に900人に減らした。それだけの人数を減らすにはテレビ部門を拡充、別会社にしてそこへ押し込むしかないとかなり手荒い事をした。岡田が最初に手をつけたのは切りやすい現場スタッフではなく、草創期の東横映画時代から撮影所を支えてきた歴戦の勇士たちであった。片岡千恵蔵や市川右太衛門、月形龍之介以下、時代劇俳優・監督・プロデューサーみんなに辞めてもらう。千恵蔵や右太衛門がまだ絶大なる力を持っている時代で困難を極めた。まずは片岡千恵蔵と市川右太衛門の両〈御大〉。いずれも専属契約解除を通告、千恵蔵は重役待遇で東映に残り、任侠映画やテレビ時代劇の脇役として活躍した。右太衛門は任侠映画への出演を拒否し、取締役としてしばらく在籍した後、相談役に退き東映を退社した。続いて〈天皇〉松田定次はテレビ映画に移管させた。〈法皇〉比佐芳武には引退を勧告した。時代劇の巨匠・松田定次を潰すため、その弟子、平山亨らの作った作品の試写に現れ、ケチョンケチョンに貶した。いたたまれなくなり、その場にいた者は次々に立ち去ったという。大川社長から「全権」委任を取り付けていた京撮所長時代の岡田の権力は絶大で、役者も岡田に気に入られなければ役も付かない、監督でも一流大学を出て助監督をどれだけ長くやろうとも、一本監督をやって岡田が気に入らなければ「あかんわ、これ」と、二本目を撮ってもダメと評価されたら、「お前な、仕事せんでもええけど給料やるわ」と最後通告され、入れ替わりが激しかったという。当時東映には、三つの労働組合があり、連携して共産党の府会議員とも結託、若手俳優も含めて全員署名捺印するなどして抵抗したが、岡田の色々なパターンによる巧妙な脅し、組合潰しで旗を巻いた。切られた側の松田定次や東千代之介などからは「岡田だけは許せない」などと批判されるが、今日東映が生き残れたのは岡田の功績とする見方もある。時代劇は家族視聴が主体だった当時のテレビ視聴形態にマッチしていたこともあり、重要なコンテンツと目をつけて、任侠路線に馴染めず余剰人員となっていた時代劇のプロフェッショナルたちをテレビに送り込むため、東映京都テレビ・プロダクションを設立してここへ移管させた。大川橋蔵、河野寿一、佐々木康、結束信二、森田新、村松道平、松尾正武ら。幸い、テレビは時代劇を作りたくてしょうがないのに作る場所がなく、それで東映の撮影所で時代劇をどんどん撮っていった。また、それまで京都中心部に当てられていた脚本執筆のための旅館を太秦の東映独身寮に移し、旅館代を浮かせた。

### 喜劇
1967年、東映でも喜劇路線を敷こうと、当時東宝にいた渥美清を引き抜いた。その頃東宝には森繁久弥や伴淳三郎、三木のり平ら大御所がいて、渥美はほとんど売れていなかった。瀬川昌治監督の『喜劇・列車』シリーズほか数本に主演し、まったくヒットせず。「ウチでは喜劇はどうしてもダメ」と岡田は頭を下げ渥美に身を引いてもらった。渥美は東宝に戻るつもりだったが、「あなたは松竹が一番水に合うと思うよ」と助言。松竹入りした渥美はほどなく『男はつらいよ』に出逢うこととなった。それぞれの会社にカラーがあるのはよく知られているが、東映は1968年から始まる若山富三郎の『極道』シリーズ、1975年から始まる菅原文太の『トラック野郎』シリーズ等のアクションのある喜劇の成功例はあるが、ほのぼのとした喜劇を制作しても成功しなかった。
渡辺プロダクション社長・渡辺晋がクレイジーキャッツを東映に売り込んできた際、岡田は谷啓を非常に買い、渥美清と違ったキャラクターで売り出したいと考え、谷啓一人が欲しいと交渉したが、渡辺は「メンバーとの絡みがあるのでバラ売りは困る」と渋る。ムッときた岡田は「それじゃこの話はなかったことにしましょう」と大きな声を出して迫力のある身体で立ち上がると、渡辺は下手に出て「分かりました。それじゃ企画のクレジットに私の名前を入れてもらえませんか」という。「企画は私がやります。私の名前を入れます」と岡田に対し、「困っちゃうんですよね」と渡辺はぐずり、その後も「谷啓のギャラのピンハネはしたくないんですよ」などとネチネチと攻めてくる粘着質な渡辺に岡田は終始イライラしたという。結局谷啓を一人で使うが、企画クレジットに渡辺の名前を入れない、しかし企画料という名目で谷啓に払うギャラの三割を渡辺プロに払うというスタイルで商談が成立した。なお渡辺は最初からクレイジーキャッツをまとめて映画会社に売り込むつもりなど更々なく、ハナ肇→松竹、谷啓→東映、犬塚弘→大映、植木等→東宝、とそれぞれバラで売り出す青写真を最初からつくり、それぞれのトップと同様の交渉を行ったという。

### 東映ポルノ
任侠路線と並ぶ柱を作ろうと文芸路線、喜劇路線を試行するが大きな成果が得られず、1960年代後半から独立プロが製作していたエロ映画に目を付け、参入を計ったのが東映ポルノである。

### 東映洋画（東映洋画部）
また1960年代後半から中小の配給会社が輸出して利益を挙げていたピンク洋画（洋ピン）に目を付け、エロ路線の拡大を狙い1972年5月、東映に洋画部（東映洋画）を新設し洋画配給業へ進出した。

### 社長就任とフライヤーズ売却
東急社長五島昇により「ウチ（東急）で映画の製作をやらせてやる」と社長を請われたことがあるが、岡田は固辞している（1980年に東京急行電鉄取締役や東急レクリエーション社長に岡田が就任している）。高岩淡の話では、1968年に岡田は俊藤浩滋、今田智憲の3人で東映を退社し、電通と組んで独立会社を作るという案を練っていたが、この年の東映の忘年会で、高岩が「岡田さんが辞めると言うてるがどうするんや」と切り出すと、現場のトップや監督、役者などがみな、泣きながら「岡田さんがいなかったら生きていけません」「もう死んでしまいます」などと発言したために退社の話はなくなったのだろう、と述べている。
1971年当時、大川の息子・毅は、ボウリングクラブ、タクシー、ホテルなど、映画以外の事業本部長であったが、うまくいかなくなるにつれ労働組合が騒ぎ始めた。当時は一株株主というのが流行っていて、毅にプレッシャーをかけていた。1971年4月の株主総会が近づいてきたとき、岡田は毅に「組合の問題は全部私が処理するから、あなたはどこかへ引っ込んでいてくれ。どこかに行ってる間に解決するから」と伝えた。当時一番の目玉企画だった『網走番外地シリーズ』が控えており、東撮の組合がその製作を辞めると言い出した。当時東映の組合は強かったが岡田は「やるならやってみろ。でも今、会社を潰したってしょうがないぜ」と強気で当たった。しかしどうにも埒があかず手がない。京撮は活動屋の巣でもあり、岡田の古巣、かつ直属の部下である高岩淡を中心に岡田に忠実であったため、岡田が最終的に繰り出した戦法は『網走番外地』を京撮で作ることで手を打ちロックアウトをかけた。当時はロックアウト自体どういうことか誰も知らず、給料ストップらしいということが効き目になった。団体交渉で「条件を呑んでくれれば、払わないわけにもいくまい」と伝え紛争は解決した。全部が終わったのは総会の前日だった。大川博社長から初めて「ありがとう」と言ってもらったが、その直後に大川は体調を崩してそのまま逝去した。
大川社長の逝去で、後任社長には岡田・坪井与・俊籐浩滋・片岡千恵蔵らの名前が挙がったが、才能を買われて40代の岡田が社長になった。この時、千恵蔵が20歳年下の岡田を強硬に推したという説がある。千恵蔵が主演した1947年の『三本指の男』で、岡田が製作助手について以来、頭の回転が早く、エネルギッシュで行動的、べらんめえ調で弁が立つ、ひと際目立つ岡田を千恵蔵はずっと注目していた。小学校もろくに行かなかった千恵蔵にとっては、東大出というだけでまぶしい存在だった。経営陣とトップとしては自分はとうてい、岡田に敵わないと自覚し、入社以来の付き合いのある岡田なら、意見が通じ易いだろうという計算もあったという。
社長に就任した1971年当時、映画斜陽の時代で東映は多角経営に失敗、経営は苦しく労組問題もあって、撮影所上がりの岡田の手腕は不安視もされた。当時通産大臣だった田中角栄を訪ねると「岡田君、某銀行の大将から頼まれたんだが、その銀行のある支店長をあんたんとこの専務か何かで入れてくれんか」と言われた。「お断りします。それは住友ですか」と聞くと「いやいや」と誤魔化されたため「僕はこれで住友と縁を切ろうと思う。向こうがそう思っているなら、本気で付き合えない」と答えると「何怒ってるんだ。興奮するなよ。分かった。これはなかったことにしてくれ」と言われた。頭にきて五島昇の所に行ったところ「三菱にせい、俺が話すから」と言う。翌日、住友銀行頭取の伊部恭之助に会うと慌てて「それは違う。堀田庄三さんが何かの拍子で言ったか知らないけど、勘弁してくれ、私も知らんような話だから」と言われたが「だけど僕はある人に相談したし」と帰ると、すぐ電話が掛かってきて一席設けることとなって「何かあったらしいけどますますいい関係に」と手打ちとなった。
1972年秋、経営窮状の西鉄ライオンズ、東映フライヤーズ両球団を巡り球界が大揺れ。引受け手にも断られ身売りは暗礁に乗り上げてパ・リーグは崩壊寸前にまで追いつめられた。ところが、西鉄をロッテ・オーナー中村長芳が太平洋クラブの支援の下に買収。急転直下、パ・リーグの6球団はリーグ維持の方向へ向かう。岡田も一転、球団経営を存続する意向を発表。また「上場もされていないような会社に球団は売らない」と明言していた。にも関わらず翌1973年1月、PR効果だけが目的と思われる不動産会社・日拓ホームにフライヤーズを売り飛ばした。日拓への売却の経緯は「今里広記を囲む会」で知り合った日拓の西村昭孝（西村拓郎の父）に球団経営を勧めたもの。売却額も8億円と書かれたものが多いが、岡田は自伝で3億円と書いている。青天の霹靂を絵に書いた売却劇にフライヤーズ選手、及びファンは大きなショックを受けた。
1973年の東映は『仁義なき戦い』や『山口組三代目』など「実録路線」の大ヒットで年間配收73億8000万円と創立以来2番目の記録を更新、他の追随を許さない好業績を挙げたが、翌1974年早くも停滞ムードが漂う。岡田は社長就任以降、企画も若手グループにまかせ、あまり介入しなかったが、同年4月の映画企画製作委員会の席上、①19歳以下を掴まえること、②セリング・ポイント（セールスポイント）は1ツであること、③世界の企画動向に注目せよ、④出来上がりの面白いこと、という"製作の4原則"なるものを打ち出し、"今日からオレがOKしなきゃ撮らせない"とハッキリ介入宣言を出した。翌1975年には映画事業部長を兼任して陣頭指揮にあたり、全作品をプロデュースした。岡田の映画事業部長兼任はその後も10数年続く。1983年から1984年にかけての映画は企画を見て製作するか否か即決、全面的に岡田が仕立てたラインアップだという。岡田が社長に就任してからは、東映は岡田の独裁国家となった。企画を提出する際には、岡田の諒解さえ取れば、あとは何をしようと営業も宣伝も文句は言わない。但し岡田は岩盤のように頑固で、日下部五朗が自身がファンだった岡本喜八監督で映画を撮りたいと、岡田に何度も企画を持って行くが、「あかん!八の字のつく奴は使わん!」と意味不明の理由で、遂に企画が通ることはなかったという。
東映グループは月1回、銀座の本社8階会議室で全体会議があり、日本中から、本社の部長以上、映画館の館主、支社長、関連会社社長等、50人くらいを集め、岡田が案件を1件ずつ見ては「儲けが悪いな」「赤字ばっかりじゃないか」等、指摘する。この全体会議は遅れると入れてもらえず、1979年当時、東映テレビ企画営業第二部部長だった平山亨は遅れて、後で岡田に『お前なんか辞めちまえ』と言われた。会議に出るのが嫌になり役付けを部長代理にしてもらったら、その後岡田に「おう、平山。大丈夫か、体の方は」と言われた。岡田には「平山は病気」ということで報告が行っていたという。

### 実録
“実録”は#仁侠映画に留まらず、東映は勿論他社も“実録モノ”を量産した。『仁義なき戦い』が公開された1973年の秋に、東宝が池田大作の著作で創価学会第2代会長・戸田城聖の半生を映画化した『人間革命』を公開。これが空前の大ヒットとなってこの年の11月、12月の売上げ額で東映は10年ぶりに東宝に抜かれた。こうした組織動員を期待して製作しようとしたのが『実録・日本共産党』であった。
岡田は他の会社でレッドパージされた家城巳代治や今井正にも撮らせたり、右でも左でもエロでもグロでも当たればいいというエンターティメントの思想で、これはそのまま東映のカラーになっているが、どちらかというと右寄りの映画が多いため1974年、その『日本共産党』の映画を企画し、製作しようとしたら社内から、一体うちのポリシーは何なの?と批判が出た。これを「代々木（日本共産党）が動員してくれりゃ、右も左もあらへん」と、共産党員とか『赤旗』の購買者の組織動員を当て込み制作に着手させた。監督も深作欣二に決まりキャスティングも決定、笠原和夫も取材を重ね、とても出来の良い脚本を完成させていた。映画のスタイルは『仁義なき戦い』タッチの「実験映画」で、戦後日本の一方の巨大組織誕生秘話を描こうという構想であった。ところが制作は中止された。山城新伍はやはり東映は右寄りだから、おおかた宮本顕治委員長からクレームがきて、再度検討の末に話が流れたのかと思い、岡田に聞いたら「代々木がよぉ、前売り切符思ったほど買わねぇから、やめたやめた!」と言ったという。実際は脚本の主人公に置かれた渡辺政之輔の死因に関して、共産党系の東映内部の労働組合との交渉がうまくいかずポシャッたという説、そうではなく、当時の東映京都の組合にはそれ程の力は無かったので、共産党が伸びるのを面白くない右翼が圧力をかけてきて流れたという説がある。『実録・日本共産党』が成功していれば、社会派現代劇にも道が拓かれたかも知れない。『日本共産党』の制作に組み込まれていたスタッフは、そのまま別のヤクザ映画に回された。岡田は1976年、解放同盟と組んで松本治一郎（松本龍の養祖父）の伝記映画『夜明けの旗』を撮ったときも、みんなビビッて怖がってるときに会長を呼びつけて「お前んとこ、もっと切符買え!」と怒ったという。なお、先の制作中止になった共産党の映画が『いつかギラギラする日』の原案という。
こうした実録モノは各社の先陣争いのため、東映は「他社に抜かれる心配があるので」と、アドバルーンだけブチあげて実際は製作されないことが多かった。『田中角栄伝』や『実録・新日鉄』『実録・伊藤忠』『プロ野球黒い霧事件』『毛利郁子愛人刺殺事件』を映画化するとマスコミに流したがこれらは製作されていない。1974年11月に起こった荒木虎美の「別府3億円保険金殺人事件」を現代版『羅生門』として製作すると発表し「荒木が不起訴になったら当人も出演させたい」というワルノリぶりだったが、これも製作されたかは不明。岡田は「映画もジャーナリズムの一部だと思っているし、世間が関心を持つ事件は映像化する意義がある」と話した。この他、東海大学の創立者・『松前重義伝』の企画もあり、東海大学は全国にあるから前売りで稼げるだろうと踏んだがこれも流れたという。実録物では他に1974年に『実録・紅白歌合戦』を企画したこともある。当時の紅白は視聴率が80%台で、番組出演のため、あの手この手を使う歌手・プロダクションの実体を暴くという企画であったがこれも製作はされていない。これら実録路線は山口組との癒着が摘発されたことに端を発したヤクザ物からの転進作戦で「東映、ヤクザから正義派へ‽ ー新実録路線の企画ぞくぞくー」などと呼ばれた。
映画化された物では小野田寛郎を映画化した『ルパング島の奇跡 陸軍中野学校』（1974年）は、小野田元少尉のルバング島での生活はまったく出てこない映画であった。同年の鶴田浩二主演『あゝ決戦航空隊』は、神風特攻隊の提唱者といわれる大西瀧治郎が人間として魅力があり、大西の死によって徹底抗戦を主張した厚木航空隊の青年将校が思い止どまったという歴史的な秘話もあり、従来の戦記映画にないドラマが出来ると製作させたもの。1974年暮れから公開されたフランス映画『エマニエル夫人』の大ヒットを受け、和製エマニエル夫人の謳い文句で佐久間良子を貸し出し『雪夫人繪圖』（1975年）の企画を日活に売りつけたこともあり、佐久間はまったく脱がず昼メロ的な映画であった。日活も1973年におきた「滋賀銀行横領事件」に題材を得た実録モノ『OL日記・濡れた札束』（1974年）など、実録ポルノを製作した。
1975年の『実録三億円事件 時効成立』という映画は、岡田が時効が迫った「三億円事件」を世間が再注目し出したことにつけこみ急遽製作したキワモノ企画。「事件が時効になる12月に封切る。実録タッチと推理でガッチリゆく」と、捜査陣の焦りの気持ちに逆行するような発言をした。この映画の主演・犯人役は俳優時代の岡田裕介（後の東映社長）。岡田の息子で、当時は身分を隠して東映初主演した。

### 外国との提携
1974年の『樺太1945年夏 氷雪の門』あたりからソ連のモスフィルムとの付き合いが始まり、モスフィルム所長ニコライ・シゾフとの共同製作で1980年『甦れ魔女』を製作。この後、シベリアオオカミを主人公にした映画、という岡田の企画が8年越しで実現したのが1990年の『オーロラの下で』。
その後もモスフィルムと提携して合弁会社「トーモス」を設立、東映太秦映画村のモスクワ版を作るというプロジェクトも進めたがその後の詳細は不明。モスフィルムの3700本の日本上映権は1990年9月契約した。
1974年、アメリカのワーナー・ブラザースがロバート・ミッチャム、高倉健主演、シドニー・ポラック監督で映画化した『ザ・ヤクザ』は、東映の京都撮影所で製作されたが、ワーナーから高額なレンタル料をふんだくった。ワーナーは「日本のエコノミック商法は“カミカゼ”なみだ。日本映画界の仁義ってそんなものか」と憤慨していたという。この映画のエグゼクティブ・プロデューサーは俊藤浩滋であるが、監督のシドニー・ポラックが日本人を馬鹿にして、ポール・シュレイダーが脚本で書いていた仁義や義理といった日本的形式を全部追いやりメロドラマにした。ポラックと俊藤は終始仲が悪く、すったもんだのあげく映画は完成。岡田の判断で配給は東映で行った。
ブルース・リーの4本しかない主演映画の日本公開順では最後となった『ドラゴンへの道』の日本での配給権を巡り、1974年に東宝東和と激しい争奪戦を展開し池玲子を人身御供"にして同作の獲得に成功した。
岡田が設立した東映洋画部は新参のため、西ドイツ映画『性医学　幸福へのカルテ』を皮切りとして、当初はポルノ映画を専門に手掛け、1973年の『淫魔』は初の立体ポルノとして話題を呼び、『世界悶絶トルコ風呂』の大ヒット、カトリーヌ・ドヌーヴ主演の『昼顔』のリバイバルヒットと後、この『ドラゴンへの道』の大ヒットにより洋画部は大きく飛躍した。
1975年、東南アジア映画祭（現・アジア太平洋映画祭）でジャカルタに行った際、同じ代表団団長同士というので香港ショウ・ブラザーズの邵逸夫と仲良くなり、その後提携に発展した。当時、香港で『仮面ライダー』が物凄く人気を呼んでいて、邵は子供物に非常に興味を示し、動画（アニメ）に手をつけたいから応援してくれ、と言われたが「動画はあまり得にならんよ」とアドバイスを贈った。香港は人件費が安いからと邵は動画をやりたがっていたという。三上陸男や村瀬継蔵がショウ・ブラザーズに招かれたのはこの流れと思われる。邵は映画村にも興味を持ち、撮影所のわきに作りたいからと岡田に指導を要請してきたが、タダで知恵は売れない、ノウハウを輸出してやろうと答えたという。
ジャッキー・チェンの日本で最初に劇場公開された主演映画『ドランクモンキー 酔拳』は、先のゴールデン・ハーベストが東映ポルノに注目してコンタクトしてきた流れから製作の呉思遠が東映に売り込みに来たものという。同作は1979年に『トラック野郎・熱風5000キロ』との2本立てで公開され大ヒットしたため、立て続けに主演映画が公開され、日本でジャッキーフィーバーが巻き起こった。なお、売り込んできたジャッキー映画のうち、『新精武門』（『レッド・ドラゴン/新・怒りの鉄拳』）だけは岡田が「誰がこんなもん、見るの？」ということで買わなかったという。このため本作は劇場未公開である。

### 新たな取り組み
『新幹線大爆破』（1975年）は、アメリカのパニック映画に受けて立つと考えた岡田の企画。　
『トラック野郎』（1975年 - 1979年）は、愛川欽也が岡田に企画を持ち込み直談判したもの。
便乗企画では深作欣二の『暴走パニック 大激突』（1976年）は『新仁義なき戦い 組長の首』（1975年）のカーアクションが面白いので、日本で大ヒットしたアメリカ映画『バニシングin60″』をミックスして作れと号令したもの。
1979年、田中健・岡田奈々主演の『暴力戦士』は、ウォルター・ヒル監督の『ウォリアーズ』で行け、と石井輝男に撮らせたもの。
『愛のコリーダ』（大島渚プロ＝アルゴスフィルム、1976年）で日本映画初の“本番”が大きな話題を呼んだ松田英子を獲得し『大奥浮世風呂』（1977年）という得意のエロ時代劇に主演させたこともある。

### 時代劇復興
『柳生一族の陰謀』（1978年）は、岡田と深作、日下部の三人の話で、「久しぶりに時代劇をやりたい。山本薩夫の『忍びの者』（1962年、大映）みたいなのはどうや」という岡田の一言が切っ掛けでスタートしたもの。かつては時代劇の切り捨てに辣腕を振るったが、本作の大ヒットで東映は「時代劇復活」の狼煙を上げた。
元気づいた錦之助はこの後、同じ深作欣二監督で『赤穂城断絶』をやったが、錦之助が深作の言うことを聞かず、深作の方が岡田に降りたい、と泣きついてきたが、今度は深作を何とか説得して完成させた。1996年、萬屋が文化庁から表彰される事になった際、萬屋は真っ先にこの件を岡田に報告し、感謝したという。岡田は、晩年の錦之助を歌舞伎の家流に定着させようとして『俺が言っておくから、松竹の永山武臣会長のところに行ったらどうだ。そうすれば一門の人たちも助かるだろうし、お母さんも喜ぶだろう』と言ったが、錦之助は『俺は映画の錦之助として死にたい』と言ったという。
1996年のパーフェクTV!、1997年ディレクTV開局とCSのチャンネルが一気に増え、「こんなにたくさんのチャンネル誰が見るんだ」と、専門色を出さないといけないだろうなと考えていたところ、1997年にC.A.Lの加地隆雄社長が岡田を訪ねて来て、「時代劇で一つのチャンネルを開きたいんだ。いま時代劇衰退だといわれとるから時代劇を守りたいんだ」と訴えたため、「分かった。加地君がそういうならやろう」と、多チャンネル時代を視野にいれ〈人気低下が目立ち始めた時代劇の復活〉を掲げ、C.A.L、電通と組み、岡田が音頭を執り、東映、C.A.L以外に時代劇のコンテンツを持つ国際放映、三船プロ、ユニオン映画、Gカンパニーに声をかけ、1997年11月14日、加盟6社で「時代劇コンテンツ推進協議会」を立ち上げ会長に就任。各社の持つ時代劇コンテンツを各種メディアに供給の他、加盟6社が持つ映画やテレビの時代劇ソフトのデータベース作りと管理、著作権への対応、海外への作品供給等、膨大な過去の財産からビジネス・チャンスを作り出し、日本独自文化である時代劇の維持と再発展を目標にした。時代劇映画製作の構想もあった。
当時、日本テレビの時代劇ドラマが、明石家さんまのバラエティに衣替えしたり、テレビの時代劇番組はどれも視聴率が10%前後と苦戦を強いられ、時代劇を取り巻く環境は年々、厳しさを増していた。岡田は「確かに今はトレンディドラマやバラエティに押され気味ですが、プロ野球を見ている人は年配層だし、お年寄りに時代劇ファンはまだ多い筈です。一社で番組を売るより、みんなで協力した方がいい。今は苦しくとも、長い目で見れば、時代劇が見直される日は必ず来ると思います」と述べた。島野功は「協議会のメンバーは時代劇をマンネリ化させた張本人たちです」と皮肉った。
1997年12月1日からディレクTVでワンダーキャストが経営する委託放送事業「時代劇チャンネル」に対する作品供給を始め、同チャンネルはトップクラスの人気を誇った。多チャンネル時代のソフト確保は、著作権問題が課題で、これ以後、衛星放送の時代劇ソフトを巡る動きが急展開した。1998年5月7日に東宝と松竹も協議会の参加を決め、これにより国内で時代劇に係る製作会社と関連ソフトを持つほとんどが同協議会への加入した。1998年7月からスカパー!の「時代劇専門チャンネル」を運営するスカイエンターテインメント社（現・ジェイ・スポーツ）にも同協議会から番組を供給した。　

### 東映太秦映画村
1975年に開村した東映太秦映画村は、任侠ものが下火になって次代への転換が厳しく迫られていた1972年頃、会議の雑談の中で「台湾の撮影所が現場を有料で一般公開し、大成功している、京都でもその辺の事を真剣に考えたらどうだ」という岡田の話から計画がスタートしたもの。高岩淡は「撮影所を一般に開放して、撮影風景を見てもらってはどうでしょう」と岡田に提案したところ、岡田は「そんな裏側を見せるもんやない。それに、観客がぎょうさん来たりしたら、監督も役者もやりにくくてかなわんで」と言ったが、しつこく食い下がったら「そんなに言うなら、一日だけやってみい」と言われ実行したら、観客が押し寄せ大盛況で、これに岡田が納得した結果、東映太秦映画村がオープンしたと述べているが、岡田は著書で「ユニバーサル・スタジオ同様、日本でもこうした施設を作れば受けるはずだと考えた。その前から撮影所を見学したいという要望が多く寄せられていて、見学には案内人も必要だし、その経費もばかにならない。映画村は商売になると踏んだ」と映画村構想は自身の発案だったと書いている。この案を高岩に話したら高岩は乗り気だったという。

### 東映セントラルフィルム
1977年、プログラムピクチャーの外注化を設立目的として、低予算で映画を製作するため東映セントラルフィルムを設立。日活を辞めた黒澤満を東映ビデオの製作部門の長として引き抜き、黒澤が主に日活出身のスタッフらとともに映画の企画制作を始めたセクションがセントラル・アーツである。

### 東急レクリエーション
1980年に東京急行電鉄取締役と東急レクリエーション社長に就任し、東急グループと東映の冷え切った関係を修復した。赤坂東急ホテルで開かれた岡田の社長就任を祝う会では、東急グループの総帥・五島昇が人前を憚らず号泣した。岡田は同社の社長を1980年1月から1993年6月まで務め、以降2003年3月まで代表取締役会長、その後も2011年5月に亡くなるまで相談役として30年以上、同社の経営に関与した。東急レクリエーションは、渋谷・新宿を中心に都内一等地に大型の劇場チェーンを持つ興行会社で、社長・会長在任中に各劇場の再開発を行った。1987年、東急レクリエーションと東映の提携によるティ・アンド・ティ映画興行（Cinema T&T）を設立して有楽町センタービル（有楽町マリオン）に丸の内ルーブルをオープンさせ、念願の銀座地区進出を果たし、1987年4月に池袋とうきゅうビルを建設。この時、佐々木興業とチェーンを組んでいた丸の内ルーブル、ミラノ座、渋谷パンテオンを全て東急レクの直営館にした。他に1989年9月開業したBunkamura内にヘラルド・エースとコラボしてBunkamura ル・シネマを、1993年には多摩市の多摩カリヨン館に松竹第一興行とジョイントでビデオシアター・多摩カリヨンシアターを、同年本厚木のミロード2に厚木シネマミロード等をオープンさせた。丸の内ルーブルは天井に巨大なシャンデリアを設置するなど、アクション映画主体の同チェーンに女性層の動員を意識した番組編成を行う先駆けとなった。他の劇場も椅子のデラックス化や絨毯の張り替えなど、劇場への再投資を積極的に行い、岡田社長就任時に同社は大きく業績を伸ばした。『E.T.』や『愛と青春の旅立ち』『戦場のメリークリスマス』『007/オクトパシー』『フラッシュダンス』『探偵物語』『時をかける少女』などのヒット作が続出した1983年12月期には、前年対比52％増と創業以来最高の成績を挙げ、売上高176億5000万円と、一興行会社としては空前の成績を残した。これは従来新宿に集まっていた若者が東急レクリエーションの本拠地である渋谷に移動し、渋谷地域のステータスが上がってきたという背景もあった。

### ミニシアター
岡田は古くから「ミニ・シアター・システム」の構想を持っており、1981年12月、新宿TOKYU MILANO内に、ミニシアターの草分け「シネマスクエアとうきゅう」をオープンさせた。一般公募した館名の中から岡田が「シネマスクエアとうきゅう」を選んだ。

### 日本アカデミー賞、東京国際映画祭の創設
1993年、第38回「映画の日」で、映画産業団体連合会から特別功労大章を受賞したが（2011年にも受賞）、受賞の功労理由として「日本アカデミー賞や東京国際映画祭の創設」が明記された。
1978年から始まった日本アカデミー賞は当時、電通開発企画事業局長だった入江雄三が岡田に企画を持ち込んで始まったもの。名称を始め色々物議を醸すイベントだが、第4回（1981年）の黒澤明の辞退問題には心を痛め、直接黒澤に電話して説得に当たろうとしたが、何度掛けても黒澤は電話に出ず。やむなく「貴殿だけ参加しないのは自由意志だが『影武者』のスタッフにまでノミネートを辞退させるな」という内容の質問状を送ったが、これに黒澤は事実無根と噛み付き烈火の如く怒った。
1985年に日本アカデミー賞の特別賞として創設された同賞編集賞が、三年後の1988年から正賞に昇格したのは、組織委員会委員・浦岡敬一が委員長だった岡田に「編集賞を正賞にして下さい」と直訴し「監督と同等に話し合える編集者を育てられるかな」と問われ「任せて下さい」との返答を受け「では、今年から正賞にしよう」と、岡田の一声で決まったもの。
1985年から始まった東京国際映画祭は、当時日本映画製作者連盟会長を務めていた岡田や瀬島龍三らを中心に創設されたものである。

### 不良性感度
1960年代に東映が時代劇から任侠路線へ、さらに暴力とエロチシズムの路線に踏み込んでいったとき、岡田がこれを〔不良性感度〕と呼んだ。以降、1970年代、80年代に於いても〔不良性感度〕の維持と推進は東映の基本路線となった。また〔不良性感度〕は他社に真似られた。言葉の初出は『キネマ旬報』1965年11月上旬号で、井沢淳、高橋英一、日高真也らが参加した匿名の座談会中、このうちの誰かが京都撮影所を訪ね、岡田撮影所長と話をし、岡田が"不良性感度"という言葉を使い、他の出席者が「なんだいそりゃ」と驚き、岡田が以下のように話していたというもの（座談会形式のため要約）「映画界の不振を救うルールを発見した。それは不良性感度の開発だ。つまり社会の不良性がどんどん進んでいる。この不良性を早くキャッチして、それに合わせた企画を立てる奴がこれからは勝ちで、その点から言えばやくざ映画なんかはもう駄目で、来年からはこの不良性の感度をもっと良好にせないかん。映画を作っているものも昔は不良少年の集まりで、不良の方が流行の感度に敏感だ。今は一流大学を出た人間が多すぎる。だからここで不良と称される連中も製作に入れて彼らの敏感さを活かしていく。善良性感度の方はテレビにまかせておけばいい、映画は不良性感度の養成だ」。また「従来の東宝、松竹等で作り上映される映画は善良性の感度に基づく映画であるが、この種の「善良性感度」の映画はテレビによってお茶の間に提供出来るものである。テレビに対抗して映画館でお客に見せる映画、お客として映画館まで足を運ばせる映画はテレビで見られないもの、即ち〔不良性感度〕の映画でなければならない。「やくざ映画」がまずその一ジャンルである。そしてその外でいえば「好色もの」があるというわけだ」とも話し、「私はつくる側としては珍しいほど館主と直接話をした。口ゲンカも沢山したが、そういうなかで、ある種の大衆感覚が養われたと思う。映画というのは、大衆が支持しなきゃだめ。自分一人がいいと思ったって、お客が入らなきゃどうにもならない。これをしみじみ感じたのは私が企画した『わが一高時代の犯罪』が見事に外れてから。それから、中途半端なものいっさいやめた。個人の趣味ではだめだ、と。大衆のいうのは、そんな甘っちょろいものじゃない。こわいマンモスだと」等と話している。
岡田は映画について「一つは文化的な機能であり、第二は、江戸時代に芝居が“カワラもの”と言われたときからの見世物の役割だ。この二つが、映画にとって陰陽のエレメントになっているという考え方だ。どれか一つに限るのはよろしうない。この二つの要素をいかに有機的に結び付けるかということが大事なことであり、可変的にみつめる必要がある。ところがある世代（老化世代）以上になると、一方的に固定的に掴まえたがるのが困るところだ」などと話していた。加藤泰は岡田に「映画の主役は悪やで、悪やないとあかんで」と言われたと話している。
総売上げ1000億円の大台に乗せ、史上最高の好決算を記録した1989年のインタビューでは「映画製作ってのは風俗産業みたいなもんだからね、絶えず大衆の求めているものは揺れ動いてるからな。ファッションだな、これについてゆくためには、まったく別の発想を入れ込むこともやらにゃダメなんだ。ある時期、角川春樹クンに頼んでシャシン入れてもらったのも、西崎義展クンに入って来てアニメ映画の革命を起こしたのも、みんな"それ"だよ」と話した。
岡田が提唱した〔不良性感度〕路線は、ヤクザ、エロ、グロを追求したが、1975年の『爆発! 暴走族』では、ついに各地の本物の暴走族グループを集結させるに至った。本作で映画初主演したのが岩城滉一である。
田中純一郎は「岡田茂が"いまの世情では純情度の高いものはダメで、俳優でも純情スターより不良性感度の強いものでなければ時代おくれだ"といっているのは、時流に惑溺した不見識な見解といわねばならない。指導者はつねに時流を抜いた批判性の上に立脚して、全体的な判断力を持たなければ危険だからである」と批判した。

### 「うちで当てたやつのタイトル、ほとんどつけた」
1964年に「海抜ゼロメートル」という原作のタイトルを『二匹の牝犬』に変更してヒットさせ、題名を付けるのに絶対の自信をつけたといわれる。「タイトルというのは実は興行の中で一番難しいんだ」「うちで当てたやつのタイトル、ほとんどつけた」などと岡田は話しているが、1960年代後半から岡田の号令で量産されたこうした「エログロ映画」・「東映ポルノ路線」の扇情的な題名も岡田自身が命名したものが多い。『大奥㊙物語』『現代ポルノ伝 先天性淫婦』『残酷・異常・虐待物語 元禄女系図』『恐怖女子高校』『徳川セックス禁止令 色情大名』『はだか大名』『やさぐれ姐御伝　総括リンチ』『ポルノの帝王』『色情トルコ日記』『二匹の牝犬』『三匹の牝蜂』『ネオンくらげ』『未亡人ごろしの帝王』『尼寺㊙物語尼寺㊙物語』『温泉みみず芸者』『温泉あんま芸者』『温泉こんにゃく芸者』『東京ふんどし芸者』『㊙女子大寮』『にっぽん'69 セックス猟奇地帯』『好色妻』『色罠』『変態魔』『後家ごろし』『多情な乳液』『悶絶』『エロ将軍と二十一人の愛妾』『江戸川乱歩全集 恐怖奇形人間』など、いずれも観客のエロ心をそそるものだった。岡田自身「私の付けるタイトルは定評がある」と自画自賛し、「タイトルというものはその場でパッと閃いたものでなくてはダメ。その場のインスピレーションが非常に大事で、逆にいえば、タイトルに時間がかかるようでは、その映画は山場やテーマとするポイントがピンぼけしているということ」と解説している。『エロ将軍と二十一人の愛妾』は最初“エロ”はタイトルに付いておらず、今でこそ日常用語になっていてさらりと聞けるが、当時は人に言うのも、はばかれる感じだった。“エロ○○”のパイオニアともいえる。『温泉みみず芸者』は、エロ時代劇の後、次はエロ芸者ものをやれ、と命じたもので、天尾完次プロデューサーや監督の鈴木則文をタコのよく獲れる海岸に行かせ、タイトルも『温泉タコ壺芸者』に決まっていた。しかし岡田が電話をかけてきて「考えたけど、タコ壺は弱い。みみずにしろ」と言うので、鈴木は「もうタコ壺を使って撮影してますよ」と言うと「中身はいいからタイトルだけはみみずで行け」と変えさせた。また映画の「クライマックスは“セックス対決”で行こう」と指示したのも岡田で「その方が作品が締まる。温泉芸者で“勝負したら締まる”」という岡田理論であった。天尾が池の履歴書を成人のものに100%捏造したとされる。本作の食いつきがいいと池玲子主演で二作目の製作を指示、〈悪女もの〉でタイトルを『先天性毒婦』に決めた。池はまだ16歳であった。ところが後〈悪女もの〉というコンセプトは吹っ飛び、『現代ポルノ伝 先天性淫婦』と改題され公開された。また浅草の有名すき焼き店「いろは」をモデルにした映画に『妾二十一人 ど助平一代』（1969年）というタイトルを付け、主演の佐久間良子を号泣させた。当初のタイトル案は『あかさたな』で、佐久間はこれ以降、自身の将来に不安を感じ舞台やテレビにシフトすることになる。温泉芸者の取材をしてこいと指示を受けた鳥居元宏が、何のアイデアも浮かばず困っていると、岡田に呼び出され、「イメージだけでも話せ」と迫られ、やけくそ半分に「スッ裸の女がバイクに乗って温泉街を走り回る..そんなイメージです!」と答えると「おっしゃ!それで行け!!」と岡田が付けたタイトルが『温泉ポン引女中』（1969年、荒井美三雄監督）。
内藤誠は、岡田から「おい内藤、おまえのためにいい題名を考えてやったぞ」と言われるたびに、頭を抱えたという。岡田と、世に聞こえる惹句師・宣伝部の「不良性感度」抜群のセンスには脚本家・小野竜之助ともども心底、恐怖した。黒岩重吾原作の『背徳の伝道者』を『夜の手配師 すけ千人斬り』と題名を変え、これを『11PM』で大橋巨泉が「こういう題名を思いつくなんて天才だね」と言ったりするので、なお始末が悪かった。黒岩は「お金は戴きますが…」と原作料を請求した上で、名前はクレジットから消えたという。中島貞夫は「この手（エログロ映画）の題名は全部岡田さんが考えます。最初は題名を考えてたんですが、あるときから無駄だと思い付きました。どうせ岡田さんが変えるんだから」と話している。また「この手」ではない「任侠映画」のタイトルも岡田が付けたものが多いと、側近だった渡邊達人が話している。『人生劇場 飛車角』『昭和侠客伝』『緋牡丹博徒』『やくざと抗争 実録安藤組』『人斬り与太 狂犬三兄弟』など。『県警対組織暴力』の題名は、ヤクザ映画を圧迫する警察の圧力にムシャクシャしていた岡田が便所の中で思いついたのは有名であるが、『人斬り与太 狂犬三兄弟』も題名に難航していて、岡田が便所から飛び出して「出たー！狂犬三兄弟や！」と出したものという。岡田の考え出す題名は単純明快で力強く「任侠映画」には適切であったので興行価値を倍加するのに役立ったという。この他、1964年の時代劇『大殺陣』、『忍者狩り』、『間謀』も岡田の命名。鳥居元宏の監督デビュー作『十七人の忍者 大血戦』（1966年）は、忍者映画という企画で脚本段階のうちから、鳥居を呼びつけ「タイトル決まったで!『十七人の忍者 大血戦』や」というので、鳥居が「（忍者は）十七人も出てきませんよ」と反論すると「ええわ。新人監督の映画は題名を続編みたいにした方が売りやすいやろ」と、内容は関係なく1963年の『十七人の忍者』の続編のようなタイトルにした。『強盗放火殺人囚』（1975年）は、高田宏治が「『大阪脱獄囚 非常線突破』いう題目で脚本を書いてたら、知らん間に岡田さんに題名に変えられてしもた。そしたら女性ファンに『こんなえげつないタイトルの映画作るようじゃおしまいね』なんていわれてフラれてもうた」と述べている。その他、『新幹線大爆破』（1975年）、1978年の『柳生一族の陰謀』というまんまのタイトルや、翌1979年の『真田幸村の謀略』。『恐竜・怪鳥の伝説』（1977年）、『地獄』（1979年）『突入せよ! あさま山荘事件』（2002年） のタイトルも岡田の命名。
1981年の『冒険者カミカゼ -ADVENTURER KAMIKAZE-』は、千葉真一と佐藤公彦、真田広之の三人で、『冒険者たちのメロディー』というタイトルを付けて岡田のところに行ったら、岡田が『爆発! カミカゼ野郎』と変更した。「社長、このタイトルはどうも…」というと岡田がカーッと怒り、千葉は初めて岡田と喧嘩した。もうこりゃダメだと思い「すいません"カミカゼ"残します。その替り"爆発"はとって下さい」と言ったところ、横から佐藤が「アドベンチャー・カミカゼ」と英語タイトルを出し、結局何とか上記タイトルで収まった。
岡田のタイトル命名で失敗したケースは『武士道残酷物語』『陸軍残虐物語』など。これらはヤクザや右翼が「残虐」とは何かと東映に押しかけ言い合いにもなったが、興行的にも振るわなかったという。また、『突入せよ! あさま山荘事件』も、製作総指揮の原正人らが、公開後の反省会で、「（今の時代は）やはり"突入せよ"ではなく、"救出せよ"で行くべきだった」という結論に達している。

### 批判と評価
ニュー東映で監督へ昇格した深作欣二は1953年に入社し、本社企画部に在籍した。企画合同会議があったある朝、長身美貌の青年・岡田が企画部室に入ってきたと思うと、いきなり「やァ暑いですなあ、こう暑いと“おまんこ”する気にもなれませんなあ」と傍若無人の大声を発した。新入社員としてはさすがに唖然として、一年先輩の工藤栄一に「あれは誰です?」と聞くと「京撮の岡田製作課長だ」という。活動屋なんてガラの悪いものと承知はしていたが、当時から既に切れ者と評判高い東大出のエリート課長の発言だけに、度肝を抜かれたという。工藤は、岡田を「色んな意味で頭がいいと思った。人間を掌握したり、自分でトラブルを解決したり、明快だったよね。それに勢いがあった。人を集めて、バーッとやらせるという。映画てのはそれでいいと思う」と評している。 1955年、後の東京撮影時所長・幸田清が、現場で下働きして数ヵ月後、事務方に配属の辞令を受けたが、当時30歳の岡田製作課長に抗議にいったら、「現場が好きか」と聞かれ、希望通り現場に籍を置けることになった。一課長が辞令をねじ曲げたことに驚いたという。
岡田が1960年代から1970年代にかけて仕掛けた「任侠映画」や「実録ヤクザ映画」、「東映ポルノ」は、"女性の観客にまったく迎合しないアウトロー映画群"ともいわれ、今日概ね評価が高いが、これを批判する論調もある。武井昭夫は「岡田が敷いた東映やくざ映画路線が、日本映画を駄目にした、とわたしは思う。60年代も半ば近くになると、東映系はもちろん、映画館の中は、本当にやくざとその娼婦らしき人が目立ってきてなにか映画館が異様な雰囲気になった。やがて映画館がだんだんガラガラになっていった。統計的にはどうか分かりませんが、わたしはあの路線は長い目でみると、観客を増やさなかった、逆にまともな映画好きを遠ざけた、と思っている。全共闘学生たちのやくざ映画ファンも実は少数派だったんじゃないかな。日本の人口が増えていったのに、映画人口が減っていったのはなぜか。やくざ映画が観客を開拓したとはとうてい思えない。それから日活のポルノ映画も新しい客層をつくるというより、むしろほどなくマンネリとなって離れていった観客が多いのではないか。それで観客は家でテレビを観る、あるいは昔の名作をビデオを見るようになる。日本映画は自分で古い観客を追い出し新しい観客はあまりつくらなかった。つまりなかば自殺未遂を繰り返して、いまや衰弱死寸前の状態になった、と思うのです」と論じている。マキノ雅弘は「岡田茂や俊藤浩滋はハッキリいえば二人とも、映画人としてはゲテモノなんです」と述べている。
山城新伍は岡田を評して「毒気そのもの。もう吹いて吹いて吹きまくりというか、永田雅一さん以上の吹き屋でしたね。製作課長時代からこの人社長じゃないか、と錯覚さすような大きな事言ってました。俺がいなけりゃこの会社すぐポシャる、みたいな事で..」「時々違う方向に行くんで困る。どうかするとこの人、映画嫌いじゃないか、と思う時ありますよ」などと話していた。
奥山和由は、日本映画の不調がいわれた1990年代後半のインタビューで「映画界に大きな器という人が減ってきたと思う。映画は器量勝負ってところがあるから、これも映画衰退の背景の一つではないか。かつては政治家にも、田中角栄のような悪党かもしれないが面白い人がいたけど、いまは誰でしたっけという世界。東映の岡田茂さんなんて人は、どーんとして格好よかった。俳優も勝新、裕次郎、松田優作と、映画が命といってた連中がみんないなくなっちゃった」と話していた。1987年に奥山が企画した『ハチ公物語』は製作出資面で難航し却下された。そこで奥山は渋谷が舞台なので東急グループに出資にお願いしようと、東急リクレーションの社長も兼務していた岡田に橋渡しを頼んだ。ライバル会社に出資の仲介を頼みに行くというのは前代未聞。岡田はこの依頼に応え五島昇を紹介。東急グループは出資を決め、さらに三井物産も製作に参加。これを聞いて松竹は最後に出資を決定した。『ハチ公物語』は異業種が映画ビジネスに算入した初の邦画といわれる。同作は強力なプロモーションや大量の前売り券確保の後押しもあって、当時の松竹の新記録となる配収23億円の大ヒットとなった。1989年岡田は奥山を松竹とは別の場所で生かしてやりたい、と東映で金を出してやるから『大霊界~死んだらどうなる』みたいなの考えろと言ったら、奥山は「『大霊界』はカンベンして下さい」と初演されて間もない今井雅之の『THE WINDS OF GOD』を映画化したいと持って来たという。その後の経過は不明だが1995年に松竹で最初の映画化が行われた。
東映映画の大ファンで関連著作も多い杉作J太郎は、「東映不良性感度路線は『暴力とセックス』の男性カルチャー。僕が東映の映画に傾倒していったのは、自分の青春が不遇だったから。実生活で女性に冷たくされてへこんでいる自分を助けてくれたのは東映の映画だけだった。『女がなんだ!』その気持ちを奮い立たせてくれたんです。当時、東映の映画館に女性は皆無でした。それは岡田さんが、意図的に女性客を切り捨てた映画を作ってきたから。その意味ではギャンブラーですよ。絶対にその路線で行ける!という確たるものがあったわけではないですから。でもそういう『男だけでいい世界』を描く時代は、おそらくもう二度と来ないでしょう。だから当時の東映不良性感度路線の映画を観返すことは、単なるノスタルジーではなく、これからも必要となってくるはずです。それは岡田さんの大いなるギャンブルが残してくれた遺産なんです」と述べている。
映画美術の第一人者・井川徳道は、近代映画協会の新藤兼人の口利きで岡田を紹介してもらい、東映京都撮影所に移籍した。東撮で長く仕事をしていたおり、松竹の篠田正浩から誘いを受けたことがあり、たまには芸術映画をやりたいと「しばらく京都を離れたい」と岡田に掛け合うが「映画は娯楽やぞ。一般の人が楽しんでこその映画や。評論家に選ばれるのではなく、東映のシステムの中でやってほしい」と諭され、その言葉に感銘を受けた井川は東映京都撮影所で今日まで60年以上の長きに渡り美術セットを作り続けている。
東映映画の惹句を量産した関根忠郎は、岡田と顔を合わせる度に「いいかキミ、おもしろい惹句を書けよ。大衆受けするヤツをな。誰にでも分かるヤツな。芸術は要らんぞ。映画は客が来てナンボだからな!」と言われたという。「これまで岡田会長が世に送った娯楽映画の数と同じ数だけ、わが師匠、橘喜代次と私とで書いた娯楽一点張りの惹句が残っている筈です」「岡田会長。私はこれまで大量の映画惹句を量産してきましたが、こと〈ゲイジュツ〉に惑わされたことはありません。なぜなら東映映画には、幸か不幸か高尚難解な芸術至上作品が見当たらなかったからです。私にとって岡田茂会長は、これからも〈映画の巨人〉であり続けます」などと話した。
『日本戦歿学生の手記 きけ、わだつみの声』を共同製作した佐藤正之は岡田について「大映の永田雅一、松竹の城戸四郎は芸術やエンターテイメントが優先で収支はあとからついてくると考えていた。その点、岡田さんはまずはじめに収支ありきだ」と話した。大高宏雄は「これはちょっと凄い言葉だと思う。エンターテイメント云々の前に、収支優先というのが凄い。映画のあり方をめぐってよく言われる芸術とエンターテイメントという二分法をさえひっくり返す論法になるのではないか。儲からないとダメである。ここまで言い切った人は他にいない」と論じている。また岡田は自伝で「私の持論は“映画は商品である”ということに尽きる。倒産した会社、製作から撤退した会社が多い邦画界で生き残り、東映だけが製作を続けることができたのは、この信念が根底にあったからである」などと話しているが、これについて大高は「1960年代後半から製作が開始されたエログロ映画は、儲かるためなら、反社会的な企画であろうが、何でも貪欲に取り込んでいった“超＝商業主義”とでも言いたい製作の恐るべき発展形といえる。それらの映画群は当時、映画は商業主義の枠内であっても、文化であると考えたい会社内外の常識的な人たちから猛反発を食らった。しかし今、この批判は岡田にとっては、勲章的な意味を持つ。商業主義の徹底化の果てに生まれたエログロ映画は、矮小な商業主義をさえ凌駕してしまった。今の映画界は一見、商業主義に徹しているようでいて、その徹底性において中途半端。過度の商業主義のように見えて、実はその商業主義は安全パイの中で構造化されている。だから商業性がありながら、少しでも反社会性を持つ企画はまず上がってくることはない。モデルのヤクザがまだ実在しているなかでの『仁義なき戦い』のシリーズ化、『山口組三代目』製作に於ける警察との軋轢が、どれほど想像を絶するリスクであったか、それらを飲み込んだ上で「映画は商品である」と言い放っていることを、今の日本映画界は思い知るべきで、真の商業主義というものを、岡田の存在から考えさせられる」などと論じている。
翁長孝雄は「東映調というのはつまりは岡田茂調です。統一した色があるんじゃなくて、とにかく先見の明で先へ先へ行くという。それで当たらないと判断したら、アッという間に次に行く。とにかく攻めの姿勢で、攻めることこそ守ることという発想なんです」と述べている。
高岩淡は1983年の映画誌の座談会で「萬屋錦之介さん、鶴田浩二さん、高倉健さん、菅原文太さん、佐久間良子さん、三田佳子さん、笠原和夫さん、深作欣二さん、降旗康男さん、佐藤純彌さん、みんな岡田茂社長が育てたスタッフと役者さんです。東映黄金時代の若者たちがいま映画界の第一線で頑張っているとはっきり言えます」と述べている。
中島貞夫は「岡田さんは東映の方向を大転換しなければ駄目だと考えていたから、僕が切り込み隊長の役割を担うことになったんです。変わったことをやるのが僕の宿命になったわけです。使い勝手が良かったから色々声をかけてもらうことになりました。僕にとっても岡田さんは話しやすい人でね。理屈で攻めるとすぐに『馬鹿もん！』と言って来るんだけど、時間が経つと『おい、昨日の話、あれな…』となるタイプでした。岡田さんはマキノさんの流れを汲む映画青年でしたね。新しいことをやらないと客が入らなことが分かっていて、何かこちらからぶつけると、駄目元でやってみようという決断が出来る人でした。僕が監督になったのが東京オリンピックの年ですけど、それと前後して古い監督や俳優さんはほとんどいなくなって若い作り手が登場したんです」「日本映画界には優れたプロデューサーが何人かいて、また、経営者として優れた人もいた。岡田さんの場合は、その両方が出来る人だった。日本映画界で、映画を作ることと、商売すること両方をきちっとできた人は殆どいない。しかも、映画界というのが非常に苦しくなった時にそれをやってのけた。こんな人は、多分岡田さんが初めてだったんじゃないかと思いますし、今後もそういう方は出てくるのかなあ、という危惧はあります」と話している。岡田さんが京都の若手監督らを集めて『あのなあ、映画でメシ食っていこうや』『映画でメシ食っていこうという覚悟のあるヤツらだけでやろうや』と言ったことがある。その言葉が昭和40年代の映画界がどん底のなかで、東映が生き残った原動力かと思う（抜粋）」などと話している。大高宏雄も、「映画製作と、映画会社経営双方にまたがる矛盾そのものを、そうと悟られずに生き続けた稀有な映画人」であり「カツドウヤと資本家。ありえないことをやってのけた」と岡田を評した。松岡功も「岡田さんのように映画を作る才能と会社を経営する才能の両方を持っている方はなかなかいません。これからも出てこないと思います。私を含め岡田さんは全映画人のあこがれであり目標でした」と評している。
鈴木則文は映画を辞めようと思案していた時、珍しく自宅で静養していた岡田を尋ねた。鈴木はまだ映画を辞める心境だと言ってないのに何故か急に岡田はこれまでの自分の体験を話し始めた。最後に「己を足らざるを知り、ただちにそれを学べ」という言葉がある。忘れずに覚えておけよとしみじみ語った。鈴木はその格言の語源を漢字辞典などで調べてみたが発見できなかった。それは造語の天才である岡田が、その時即座に創った格言だったのである。この教えは、鈴木の胸に深く刻み込まれてその後の映画人生の指針になったという。岡田茂は傑出した映画人であった。が、同時に優れた教育者でもあったと述べている。「その性質は峻巌にして秋霜烈日。180センチを超える体格の持ち主で柔道三段。「三国志」や「水滸伝」に登場する豪傑のような人であった。押し出しの強い広島弁が特徴で、スマートに政財界の重鎮と渡り合ったかと思えば、その辺の方々にも睨みをきかせ、それでも愛された稀有な人でもあった。経営者としては、非常にシビアな面もあり、人員整理や人事異動を容赦なく行なった。〈国粋主義〉のレッテルを貼られ、GHQに禁止されていた時代劇が解禁され、その隆盛とともに岡田茂の擡頭がはじまった。市川右太衛門、片岡千恵蔵に替わる新しいスターの作品を連発し、敗戦国、日本国民の溜飲を下げ、娯楽に飢えていた国民の渇望を潤し東映株式会社の礎を築いた」「激変する時代の中で、落日の斜陽を浴びて悪戦苦斗する映画産業を護り抜き、また商売の要である幾多の人気俳優や有能なスタッフを育て上げた功績は、彼の並外れた〈人間力〉のしからしむるところであった。岡田茂こそ日本映画産業の衰退とともに死語となりつつある〈活動屋〉という言葉にふさわしい〔最後の活動屋プロデューサー〕なのだ」 などと岡田を評している。
『毎日新聞』は「反社会的な題材や過激な描き方がしばしば物議を醸し、歯に衣着せぬ発言で批判も受けた。しかし時代感覚は鋭く、大胆で豪快な人柄を慕う人も多く、プロデューサーとしても経営者としても、日本映画史に大きな足跡を残したことは間違いない」と評した。
高崎俊夫は「岡田茂の訃報を聞いて、しみじみと"巨星堕つ"の感を抱いた映画ファンは多いのではないだろうか。豪胆な言動から〈最後のカツドウ屋〉と呼ばれ、東映の自由闊達な気風を作り上げた不世出の大プロデューサー。岡田茂の波瀾に富む映画人生はそのまま戦後生まれた若い映画会社・東映の歴史にピタリと重なる。1951年、東映が設立されると岡田は経理のプロ・大川博と根っ子からの活動屋・マキノ光雄（1957年死去）という全く相反する個性の接着剤の役割を果たし、高度経済成長を背景に、東京・京都撮影所長を歴任するなかで、古参の監督の首を切り、大胆な超合理化を推し進める冷徹なマキャベリスト的な側面と、時代の空気と大衆の好み、欲望をいち早く察知する予見者の資質を併せ持つ岡田の稀有な才能は一挙に開花した。映画のブームは10年とばかりに、反戦映画、時代劇、任侠、実録、エログロ、文芸大作と次々に新路線を打ち出した。岡田の標する〈不良性感度〉は東映独自のカラーとして深く浸透した」などと評している。
増當竜也は「岡田茂は映画をあくまでも〝商品〟とみなし、その時々の流行を見据えながら芸術性などどこ吹く風、右も左も問わない作品製作に勤しみ続けた。そこを揶揄する向きもあるだろうが、逆にその潔い姿勢が東映という映画会社を存続させ得たことも間違いないだろうし、結果としても現在残された作品群も立派に映画として屹立し続けているのである」と評価している。
岡田裕介は「岡田茂は東映カラーを作り上げた人間だと思いますが、私自身は先輩プロデューサーとして岡田茂を誰よりも研究してまいりました。テレビ映画が急成長していった1960年代に、今まであった東映映画の財産を、岡田茂はすべてテレビに移行していきました。『水戸黄門』や『遠山の金さん』など、時代劇でヒットしたシリーズをすべてテレビに売っていった印象があるのです。その時、映画の東映に何が残ったのか、それは"反テレビ"という思想であったと私は認識しています。テレビで出来るものは次々にテレビへ売って、映画ではテレビでやれないものを目指す。岡田茂の思想にはそれがあった。ですからヤクザ映画や、道路交通法を破っていく『トラック野郎シリーズ』など、テレビでは絶対できないものを次々に作っていきました。それで主人公はおのずとアウトローになっていったのです。岡田茂自身がアウトローを目指し、好んでエロティックな方向の作品を作ったのではなく、かなり確信的にそちらの方向にへ東映の映画を持っていった。それが岡田茂が守ろうとした東映カラーだと私は思います。また当時の東映の直営館は、そんなアウトローの世界を疑似体験できるような環境にありました。映画館の中でたばこ吸っても咎められませでしたし、映画館そのものが入口から出口まで東映ワールドであったと思います。ですから岡田茂は最初にシネコンで映画を観たときに『俺の時代は終わった』という言い方をしました。シネコンのようにどの会社の作品も同じ環境で鑑賞できる状況になると、東映の世界が崩れてしまいます。しかもシネコンはスーパーマーケットの傍らに設営されているものも多く、ファミリーで楽しめる商業モールのイメージを守らなくていけない。また観客もそういうものを求めるようになってきました。岡田茂は『不良性感度のあるもの、そういう映画しか観客は観ないんだ』と発言しましたが、いつの間にか観客は"良性"のものしか見ないようになってきたのです。こういう上映館の環境も含めた時代の流れは、東映にとって不利な状況であると感じています。そういう状況の中、東映の映画はどのような特徴を出していくのか。それは弊社がもともとやってきたB級映画を復活させて、そこから若い人材を発掘し、育成していくことだと思います。（中略）男女の嗜好も含め、観客のニーズは変化してきていますが、時代とピントの合ったB級映画を我々はこれから作っていかなくてはいけない。これまでの流れを見ても、時代を先取りした作品を東映は発表し、社会的なモラルから言えばギリギリの企画を、東映は実現して成功させてまいりました。今シネコンに対応した安全な企画が多い中で、そこに安住せず独自の企画で勝負するのが東映の映画ですし、またそれが弊社に課せられた使命だとも感じています」などと話している。
2004年の自伝『波瀾万丈の映画人生』を出版した際の報知新聞のインタビューで岡田は「映画の世界ほど面白いものはないし、東映ほどドラマチックな会社もない。誰にだって人生のジ・エンドは必ず来る。悔いはない」と話した。

## その他の企画作品・関与作品

### 映画

#### くノ一忍法
1964年、組合活動で会社批判ばかりをやっていた中島貞夫を監督デビューさせたのが『くノ一忍法』。

#### 御金蔵破り
1964年、石井輝男に撮らせた『御金蔵破り』は、フィルム・ノワール『地下室のメロディー』からアイデアを頂いた時代劇。ジャン・ギャバンを片岡千恵蔵、アラン・ドロンを大川橋蔵のイメージに見立て、それに当時の大川橋蔵・朝丘雪路のスキャンダルをのせた。1968年の工藤栄一監督、岡田の企画『産業スパイ』は、当時、産業スパイが流行っていたため。

#### 飢餓海峡
日本映画史上ベストテンにしばしば挙がる1965年、内田吐夢監督『飢餓海峡』も岡田の企画。

#### 緋牡丹博徒
藤純子の当たり役となった『緋牡丹博徒』（1968年）も岡田の企画。

#### 不良番長
梅宮辰夫を売り出すために考えたのが『不良番長』シリーズ（1968年-1972年）。

#### 仁義なき戦い
『仁義なき戦い』の製作に初期段階から大きく関与した。
また劇中の広島弁セリフは、脚本の笠原和夫が岡田の罵詈雑言を参考にしたものである。

#### 山口組三代目
『ゴッドファーザー』が好きな岡田は、「日本で当てはめるなら山口組だなと考え、これをやるのは自分しかない」と思い立ち、直接山口組の田岡一雄組長と交渉し映画化の約束を取りつけて製作した。
本作と続編『三代目襲名』製作の際に警察に睨まれ、何かと嫌がらせを受けた岡田がムシャクシャした挙句、便所で浮かんだ映画のタイトルが1975年に映画化された『県警対組織暴力』。
この後も東映は山口組の全国進攻を描いた映画を多数製作するが、山口組を題材にした映画が多く量産出来たのは、岡田が田岡一雄と昵懇の間柄だったことと、田岡一雄の息子・田岡満をスタッフに入れていたため。『山口組三代目』を製作する際、岡田が田岡一雄に田岡満をプロデューサーにして映画を一緒に作らせてほしい、と申し出た。岡田がいなければ、一連の「実録やくざ映画」は製作できなかった、と高岩淡や日下部五朗、笠原和夫ら、多くの関係者が話している。

#### その他
1969年の十月大作『日本暗殺秘録』は、「エロの次はテロや」という岡田の思いつきで始まった企画。岡田が「明治以来の暗殺事件を網羅せよ」と、側近の渡邊達人と天尾完次に命じて始まった。渡邊が血盟団事件で井上準之助を暗殺した小沼正の訊問調書を探し出したのでこれが中心に据えられている。監督の中島貞夫が同じ年の『にっぽん'69 セックス猟奇地帯』を当てたので、岡田に次は「“テロ”をやらせてください」って頼んだ、と話しているため、企画・製作・脚本・監督の流れは、中島→岡田→渡邊→笠原・中島→中島の順と思われる。製作にクレジットされている大川は最終的な了承のみと考えられる。
1977年の映画『こちら葛飾区亀有公園前派出所』は、漫画の連載翌年に初めて実写映像化されたもので、主演の両津勘吉をせんだみつおが演じた。岡田は撮影現場まで来て、記者の前でせんだの肩を叩き「これからは寅さんに負けないような（長期シリーズ）に」と言っていたが、シリーズ化はされず1本で終わった。理由は不明。またビデオソフト化もされていないこともあって非常に知名度も低いが、ビデオソフト化されないのは、原作者が「ノー」と言っているからとせんだは話している。
1977年、テレビ放映では商業的に失敗に終わり、東宝、松竹、日本ヘラルド映画等の映画会社も断った西崎義展が持ち込んだ劇場版『宇宙戦艦ヤマト』を買い付け大ヒット。続編の『さらば宇宙戦艦ヤマト 愛の戦士たち』など、一連の宇宙戦艦ヤマトシリーズを手がけた他、『銀河鉄道999』などの松本零士作品をアニメ化、映画化して大きな収益を上げた。これらが興した松本零士ブーム、SFブーム、アニメブームにも貢献した。西崎は「岡田さんは商売が上手いから、1年の半分はヤマトやって、あとの半分は自分のところの作品を作って、うまく人を回してもうけた」と話していたという。
伊藤俊也は、1977年の『犬神の悪霊』と1982年の『誘拐報道』の間に日本テレビ系木曜スペシャル枠で『テロと国家』、『右手にコーラン、左手に石油』というドキュメンタリーを撮っているが、これは日本テレビの報道局長から相談を受けた岡田が伊藤を推薦したもの。『誘拐報道』は伊藤俊也が「何としても映画化したい」と岡田に直談判してきたものである。翌1983年の『白蛇抄』も伊藤が「小柳ルミ子の初主演作で」と企画を出し岡田もOKを出したが、原作の官能描写の凄さに渡辺晋が激怒し岡田を呼びつけ、「ウチの可愛い娘を頼んだぞ」と言ったという。
1978年、野村証券の瀬川美能留相談役（当時）が、社内の会合で「今年は野村徳七翁の生誕百年という記念すべき年。徳七翁の軌跡を記録に残しておけんものか」とつぶやいたという話を聞いた岡田が「それはやはり映画が一番」と働きかけ、東映系のPR映画製作会社、日本産業映画センター製作、野村証券、大和銀行、東京生命の共同企画で野村徳七の伝記映画『驀直進前』が製作された。1991年の映画『福沢諭吉』は、雑誌『経済界』の主幹・佐藤正忠が「東映が福沢諭吉を映画にするから賛助金を」と企業から金を集めて廻ったため作らざるをえなくなったもの。しかし岡田は佐藤が嫌いでプロデューサーは息子の岡田裕介に代わった。1983年の『唐獅子株式会社』は企画を聞いて"横山やすし主演"という条件で製作を即断した。1991年の『動天』は なかにし礼が突如、岡田のところへ来て「映画を作りたいから協力してくれ」「製作資金はトーメンが面倒見てくれる。前売りも100万枚確保します。東映には迷惑かけませんから」というから、トーメンの北村恒夫社長を囲んで会い、北村の「なかにし君のロマンに賭けたい」という言葉に納得して製作した。1999年の『金融腐蝕列島〔呪縛〕』は、原正人が岡田に東映での配給を頼んできたもの。2002年の『突入せよ!「あさま山荘」事件』の映画タイトルは岡田の命名。
1979年の森下愛子の初主演映画『十代 恵子の場合』は、岡田が東京都の麻薬追放キャンペーン「十代 恵子の場合」というパンフレットを読んで、「タイトルがいいから読んで脚本を書いて低予算で作れ」と内藤誠に命じたものという。また内藤監督の『ネオンくらげ』（1973年）は、音楽も担当してもらった三上寛のLPレコードから自分でストーリーを作って試写を岡田に観せたら、岡田が「おお、これは続編だ!」と言ったという。「えっ、（もう）続編!?」と思ったというが、試写を観ただけで続編と言えるところが、岡田社長のスゴイと言えばスゴイところと話している。
中島貞夫監督の『瀬降り物語』（1985年）は、中島は20年前に出して没になった企画を「オマエ、アレやってみろ」と、中島も忘れていた企画を撮らせてもらったものという。
1986年の『火宅の人』の映画化は、深作から「映画化させて欲しい」と頼まれた高岩淡が岡田に掛け合い、当時東映は女性文芸物を当てていて「今やうち向きやな。よし、やったろ!」と岡田がOKを出したもの。
1989年の映画『社葬』は、鶴田浩二の葬儀で、葬儀委員長を務めた岡田のアイデア。

### テレビドラマ
1969年から東映で制作した『水戸黄門』は、松下電器の広報課長だった逸見稔が岡田に「松下が一人スポンサーになるから一緒にやろう。協力してくれ」と頼みに来て始まったもので、「本格的な時代劇はやはり京都でなければ（中略）すでに東映の岡田茂常務（中略）にお願いし、任せておけと胸を叩いてくれ、制作現場の態勢を整えてもらっていた」と、逸見は著書『黄門様はテレビ好き』に書いている。岡田は水戸光圀役は片岡千恵蔵にしようと、逸見と一緒に千恵蔵を口説きにいったが、「まだまだ。映画の現役だ。テレビに出るのは早い」と千恵蔵が断ったので、発想を変えて東野英治郎にしたと話している。大川橋蔵を抜擢した『銭形平次』と『水戸黄門』の受注で、テレビ映画制作は活況を呈した。岡田の長男・岡田裕介は逸見にスカウトされ芸能界入りした。『水戸黄門』は1976年に東京に制作を移すという話が出たことがあったが、逸見が京都での撮影存続を岡田に頼み、岡田が組織をスリム化して新たに東映太秦映像を作ったことで最終回まで京都での製作が存続したという。
1968年のテレビドラマ「大奥」は、岡田が1967年に企画・製作した映画『大奥㊙物語』から、エログロ部分を外し豪華時代劇に変えてテレビドラマ化したもの。
1970年頃、同郷で中学の先輩、カルビー社長・松尾孝が常務時代の岡田を訪ねて来て、スポンサーになれるいい作品はないか、というので、営業の天才と評価していた渡邊亮徳が「今度の毎日放送の新企画は絶対当たります。わたしが言うんだから間違いない。どこかいいスポンサーはないでしょうか」と自信満々に話していた『仮面ライダー』を松尾に薦めた。カルビーの手掛けた仮面ライダースナックは社会現象になった。『仮面ライダー』は「変身ブーム」を巻き起こして「仮面ライダー変身ベルト」など、キャラクター商品も大ヒットし東映に膨大な利益をもたらし「テレビがこんなにお金になることを初めて知った」と岡田に言わしめたという。カルビーも仮面ライダースナックの大ヒットで、1973年に本社を広島から東京に移した。岡田は岡田京子の芸名の名付け親で、京子は女優としての実働も3年間と短く早死にしているが『仮面ライダーストロンガー』（1975年）の岬ユリ子こと電波人間タックル役で出演していたことで没後25年以上たっても根強いファンが多いといわれる。このタックル役での出演は岡田のゴリ押しだという。
また1983年に『おしん』（NHK連続テレビ小説）の放送が始まると松尾がおしんにぞっこんになり、「綾子ちゃんをわが社のコマーシャルに」と切望。おしん役の小林綾子が東映所属だったため、やはり松尾に頼まれ小林がカルビー『かっぱえびせん』でCM初出演した。
『長谷川伸シリーズ』をやっていた頃、俊藤浩滋の全盛時代で、俊藤のグループ（オスカープロ）がギャラのアップを要求し、実力者の山下耕作に協力を求めた。「岡田茂と俊藤浩滋のどっちにつくんだ」と。これに山下は「俺を採用してくれたのは岡田さん」「現場にやってくれた（監督になるきっかけ）のも岡田さん。俺は絶対岡田茂を選ぶ」と高岩淡にいった。後日岡田に会ったら「あっ、山下さん。去年はいろいろ御苦労さんでした」と初めて「山下“さん”」と言われたという。大川博が逝去して岡田が社長になったのは、下の使われる側の支持で、「岡田のまあ人徳と言えば人徳かもしれない」「おまけに東京帝大出っていうのは一目置かれたんじゃないか。すいすい追い越されて行っても文句言う奴誰もいなかった」と話している。
平山が手掛けた『がんばれ!!ロボコン』（1974年 - 1977年）のアイデアは『柔道一直線』（1969年 - 1971年）をやっている最中に受けた岡田からの叱責がきっかけ。『柔道一直線』は「スポ根ドラマ」の端緒ともいわれる名作だが、30%を超える視聴率を挙げ大ブームを起こしている時、東映の全体会議で平山の上司が「『柔道一直線』はやればやるほど赤字が増えとる。やめてしまえ」と岡田に言われたという。敬愛する岡田に怒られた平山は大きなショックを受けた。『柔道一直線』は柔道大会のたびに雇っていたエキストラ費が膨大にかかり赤字になっていた。『ジャイアントロボ』（1967年 - 1968年）の時も好評で局は延長しようとしたが、岡田が赤字を問題視し延長を断ったとされる。その後、平山は東映動画の田宮武から、「『魔法使いサリー』の製作費は赤字だがキャラクター商品が売れるので全体では黒字になっている」「『柔道一直線』が黒字にならないのは実写だから。実写はキャラクター商品にならない」と聞き、「それじゃあ、一条直弥を可愛いロボットがやればいい」と思いつき「スポ根」に対して「ロボ根」という発想につながった」という。平山が1977年6月、子供番組担当の部として新設された東映テレビ企画営業第二部（発足は1976年10月）の部長に抜擢されたのは「頑張ったから平山を部長に」と渡邊亮徳が岡田へ進言してくれたのだろうと平山は話している。
1974年のNHK大河ドラマ『勝海舟』で急病を患った主演渡哲也の代役が松方弘樹だった。渡の突然の降板に次の代役が決まらず、倉本聰が岡田に直談判して松方に決まった。最終的にNHKと松方、岡田との三者会談が行われ、岡田に「やれよ」と言われ松方は代役を受けるハラを決めた。

## 映画人との関わり

### 監督
1969年、腓返りの病気で苦しむマキノ雅弘を日活に売り飛ばす（マキノ談）。マキノは1971年、岡田が社長になったから東映を辞めたと自伝に書いている。小沢茂弘を「君には徳がない」とクビにし小沢は業界から離れ、その後易者や山伏などをした。「東映とともに生き、東映に捨てられた」と小沢は話すが、ただ小沢の場合は、自身で「ワシは困った奴ちゃなんです」と言っているし、まわりの人たちからも嫌われていたためやむを得ない面がある。小沢は東横映画時代からの長い付き合いで、大川博の後継問題で揉めた時も「岡田茂を激励する会」を作るなど自著でも岡田は仲間と話し岡田に感謝の言葉を述べている。
佐藤純彌は1963年に『陸軍残虐物語』で監督デビューするが、この作品で「昭和四〇年...」という字幕をたっぷりした墨の筆跡で、榊莫山みたいな書体で書いたら、試写のあと岡田に「タイトルはお客に伝えるための記号だ。芸術じゃない。のたくった字じゃなく、活字体にしなくてはダメだ」と注意された。この映画のフォース助監督だった澤井信一郎は、この岡田の一言がトラウマになり、澤井は監督になってからの自身の説明タイトルやクレジットは、すべて明朝体かゴシック体にしているという。
岡田は牧口雄二の監督デビュー作『玉割り人ゆき』（1975年）を高く評価、本作は当時、岡田が進めていた低価格で製作される「ニューポルノ」「500万円ポルノ」の一本であったが三本立ての一本として全国封切りの番線に昇格した。1976年の『戦後猟奇犯罪史』は、当時凄い人気だった『ウイークエンダー』（日本テレビ）の便乗企画。最初は松竹映画『復讐するは我にあり』より先に「西口彰事件」を取り上げた第一話と、第三話「大久保清事件」の二話構成だったが、撮影2日前に「克美茂愛人絞殺事件」が発生し、岡田が「この事件も入れろ」と命令し無理やり三話構成になった。泉ピン子をレポーター役で出演させワイドショー構成としたが、非常に無茶苦茶な作りとなった。同年の『徳川女刑罰絵巻 牛裂きの刑』は、当時大ヒットしていた『スナッフ/SNUFF』を狙い、「牛裂き」をテーマに撮れと牧口に指示を出して製作された。
五社英雄は1980年に銃刀法違反容疑での逮捕や、会社の労組問題で孤立しフジテレビを退職した。とりあえず生活していくため飲み屋をやろうと「五社亭」という店名に決め開店の準備をしていた。それを見かねた佐藤正之が岡田に“五社を何かに使ってやってくれ”と頼んできたので。岡田が五社に“一度会社に顔を出せよ”と電話した。負けず嫌いの五社は目いっぱい突っ張って岡田に会いに行ったが、岡田は“お前、いろいろあったみたいだけど、元気そうじゃないか。それにしても、お前は負けっぷりがいいな”と言われた。意地でも負けを認めたくなかったところに“負けっぷりがいい”と、負けを讃えられたことは何より嬉しく、五社は肩の荷が下りた気がしたという。“どうだ、死ぬ気になってもう一度映画を撮ってみないか。何か撮りたい企画があったら持って来いよ”と言われ、持って行った企画が宮尾登美子の小説『櫂』だった。しかし『櫂』は話が地味過ぎるということで、日下部五朗が持ってきた『鬼龍院花子の生涯』を映画化することになった。“これを五社にやらせろ。こういうのは五社がうまい”と岡田が五社を監督に抜擢し、五社の映画界復帰が決まった。“この作品がヒットしたら『櫂』も『陽暉楼』も撮らして下さい”と五社は岡田から承諾を得ていたため『鬼龍院花子の生涯』が「なめたらいかんぜよ」の台詞もブームになって興収20億円の大ヒットとしたことで、約束通り『陽暉楼』『櫂』と宮尾登美子原作の三部作を撮ることが出来た。『鬼龍院花子の生涯』は東映の営業も劇場の支配人の誰一人お客が来ると予想する者はおらず、「来ると読んだのはワシだけ」と岡田は自慢している。「五社君も昔の『三匹の侍』の彼とはガラリと変わったからねえ。彼、行き詰まってぼくを頼って来たとき、言ったんですよ。チャンバラなら東映はやりたくないと、そういって男と女のからみ、情念の世界を画かせたんですが、誰もあんなに五社君が変わるとは思っていなかったでしょうよ、新しい才能を開いてみせましたわね」と岡田は話している。これらは東映に新たな“女性文芸大作路線”を確立させた。
若松孝二はパレスチナの日本赤軍と交流を持ったため、10数回警察からガサ入れを受け『赤軍-PFLP・世界戦争宣言』（1971年）は新宿文化で上映禁止にされ、『天使の恍惚』（1972年）は、公開を延ばされ、『キスより簡単』（1989年）は、神奈川県警がバンダイを訊ねてきたため、バンダイに不利な条件で契約されるなどの実害を被ったと述べているが、東映で「Vシネマ」をやるようになったときにも、警察が岡田のとこに行ったという。すると岡田は「おい、若よ。お前が帰ったあと、公安が来たよ。お前、何かやったのか?」「いろいろやりましたが、映画が好きなだけだから、大丈夫ですよ。ご迷惑せはかけませんから」「まあ、いろいろやれば、政治に巻き込まれることもあるな」と、岡田は少しも動じなかった。もしかしたら社長の一言で映画が撮れなくなったかもしれないのに、トップにいる人は、俺がどういう人間が、すぐに見破る。岡田さんだけは大物だった。やっぱりすごい人でしたなどと話している。ただ、1986年に撮った『松居一代の衝撃（衝撃 PERFORMANCE）』を、岡田が「成人映画はいっさい自分の映画館じゃかけない」と宣言したため、ピンク映画チェーンでしかかけられなくなり大赤字を出して、若松プロがあった原宿セントラルアパートのマンションを売る羽目になったという。横山博人は1986年に東映から『ビー・バップ・ハイスクール 高校与太郎哀歌』の併映作の依頼があり、当たればシリーズ化するからと言われ、東映からの「都会的でしゃれた映画にしろ」の指示を受け、全共闘世代を登場させ「都市化」と匿名性の問題にも触れたシナリオを作ったが、これを読んだ岡田が激怒し「やめてしまえ!」のひとことで東映の夏休み映画の監督を降ろされた、と話している。
1982年の東映新年会に呼ばれた井筒和幸は、岡田が「去年、ヒットしたのは『典子は、今』と『エレファント・マン』です。そういうモノを企画しろ！」と檄を飛ばすのを見て「東映のドンは何とスゴい発想をするもんやなあ」と思ったという。
大島渚は1987年5月8日に文芸坐ル・ピリエで開催された「大島渚シンポジウム」で「岡田茂さんは広島の出でガラは悪いが、映画を当てるのは個人の情熱やでと言った。錦之介が久々に『柳生一族の陰謀』を当てたが、これは錦之介の情熱だった。客は選択眼が鋭い。その映画にかかっている情熱を直感する」などと褒めている。
1999年の『おもちゃ』では、監督の深作欣二と脚本の新藤兼人が祇園のことをあまりにも知らないので、1ヶ月祇園で遊ばせた。
白倉伸一郎は1990年、入社時の面接試験で、岡田ら幹部を前に『仮面ライダーシリーズ』を批判し、熱い思いを語ったことで合格となったという。2003年、1月の深作欣二の葬式は、岡田の号令で東映全社を上げて盛大に行われた。岡田は中原早苗に「どや、黒澤明の葬式に負けんやろ」と話していたという。

### プロデューサー他、製作関係者
俊藤浩滋が東映に関わるようになるのは内縁の妻・上羽秀が経営していた銀座のバー『おそめ』に顔を出していて、この『おそめ』の、みな常連客だった鶴田浩二の東映移籍や、水原茂の東映フライヤーズ監督招聘の仲介などで大川博と縁を深めていったものだが、東映の『映画』をプロデュースするようになったのは、常に映画の題材に窮していた岡田が俊藤に『なにかいい企画はないか』と勧誘したのがきっかけ。酒の席の話半分が、俊藤の鋭く旺盛な企画力に舌を巻いた大川と岡田は考えを改め、東映の外部プロデューサーとして抜擢した。『俺をプロデューサーにしてくれ』と岡田に頼んできたのは俊藤からだという。「ヤクザみたいなものを辞めるとき、僕のところに来て『あんたの下に入れてくれんか。付き人みたいに俺、勉強したいんだ。プロデューサーに将来なりたい』『それはいいけど、おまえ大丈夫か?そんなに金は入らんで』と言ったら『いやいや、金なら大丈夫です。心配いりません』って言うから俺の下に入れた」と岡田は話している。40半ばの中年の素人が突然、横道から映画界に入りプロデューサーに納まるという異例中の異例の人事であった。俊藤はヤクザの細かいことを全部知っていてヤクザ映画の時代になって伸びた。大川博が岡田は「岡田」と呼び捨てだったが、俊藤には「俊ちゃん」と呼んでいたと俊藤の凄さを表現する記述が一部の文献に見られるが、俊藤は東映の社員ではない外部プロデューサーであり、岡田は大川の会社直属の部下であるため、接し方は違って当たり前なのである。
高田宏治は1964年ごろ、岡田に「面白い時代劇のアイデアを書いて持って来い」と言われて持って行った。その頃、ストーリーにアイデア、アイデアと、そればっかり考えていて、そのプロットは、ガリレオという主人公が、伴天連の妖術師で、突然、牛のお化けになって、船底でその牛の首だけがウジ虫だらけになってギラッと目を剥いたとか、木の上から小便をかけたら、それが黄金のかたまりになって降ってきたとか、荒唐無稽な奇抜なアイデアの羅列だった。すると読んでいる途中で、岡田が耳をふさいでしまい「もういい、あいつは気が狂っとるからもう使うな」とその後は干されてしまったという。高田は「東映の場合はまあ（企画は）岡田さんのひとことがあれば決まる」と話している。小沢茂弘も、映画の企画タイトルに名前は出ていなくても、岡田はもう全ての実権を持っていたと話している。俊藤浩滋は「任侠映画が隆盛のころは、岡田所長と私の新しい企画の相談は「こんなのはどうや」「おもろいな。それ、いこうか」といった調子で15分か20分で決まった。岡田は私を信頼してくれた」「岡田が出した企画を会議で反対する者なんかいなかった」と話している。
1957年、監督志望で入社してきた日下部五朗を「体もでかいし、力もありそうだ」と無理やりプロデューサー修行させた。
日下部は、「自分がどうしても通したい企画があったら、岡田さんのところへ二度三度と持って行き、直談判しました。プロデューサーの中でも、そこまでやるのは僕だけだった」その代わり「『こんなもん当たるか!俺のところへよう持ってこれたな』とクソミソに罵倒され、何度、台本をぶつけられたか分かりません。女優さんの目の前で罵られた時は、本当にキツかった」と話している。当時は、岡田をいかにダマして、会社の思惑と違う作品に作り上げるかに神経を注いだという。1983年にカンヌ国際映画祭でグランプリを取った『楢山節考』は、しつこく通ううち岡田が根負けしてOKを出したという。1979年の映画賞を独占した『復讐するは我にあり』は、映画化権を巡るトラブルでも知られるが（復讐するは我にあり#映画）、日下部が原作を気に入り、深作欣二でアクション風に撮ろうとプランし、佐木隆三夫妻を京都に招いて接待をしていたが、深作と二人で岡田に直談判をしたが、当時は実録路線も勢いを失った時期で「もう、実録ものはアカン言うとるやろ! 連続殺人鬼みたいな暗い話、当たるか! そんな原作、どっかへ行って売って来い」と、岡田の鶴の一声で中止させられたと話している。これが今村昌平監督で松竹で映画化され高い評価を得たため、今村を監督で考えた『楢山節考』にも、岡田はいい顔をせず、「前に木下恵介さんが撮ってるやろ。エエ加減なもん持ってくるな」とボロクソ。ところが「社長、題は同じでも中身が違う。実はにっかつロマンポルノ10本分くらい、ドバーッと濡れ場があるんです」とハッタリをかましたら、岡田は「うわあ、そら、ええなあ!」とOKとなった。これは完全なハッタリで『楢山節考』には、ちょっと脱いだ清川虹子に左とん平が乗っかるシーンしかない。岡田は『映画ジャーナル』1982年2月号のインタビューで『楢山節考』を"異色の芸術ポルノ"と表現しており、岡田は日下部の話を真に受けていた可能性がある。日下部は、岡田が言い出した≪不良性感度≫「映画は元来、不良青年がつくるもの。スケベな文学青年が作る、通俗性のある作品がいちばんいい」という岡田の持論に賛成する。いろんな監督・脚本家・役者と組んだが、振り返ってみると、スケベな人ほどいい仕事をしていると話している。
徳間康快と仲が良く1974年に大映を買収した徳間を日本映画製作者連盟（以下、映連）に引き入れ、徳間のメディアミックスに力を貸した。以下の角川春樹・奥山和由も同様である。
岡田は角川春樹と奥山和由を非常に評価し彼らを支援した。角川は「独立プロのプロデューサーとして映画を作る試みから、メジャー内部でプロデュースしてみたいという希望をかなえてくれたのは岡田だけだった」と述べている。『悪魔が来りて笛を吹く』はそうした一本だが、社内の機構で映画を作ったのは初めてで、多くの人に迷惑をかけ自身も苦い思いを味わったと述べている。角川とは角川映画の2作目『人間の証明』から、具体的な仕事の縁が始まり、『野性の証明』の後、岡田からの要請で、角川は角川春樹事務所を離れて、『悪魔が来りて笛を吹く』『白昼の死角』『魔界転生』の三本を単独で東映のプロデューサーを務めた。京撮で撮影した『魔界転生』が上手くいったため、その後も京撮で何本も組むことになったという。角川とは多くの映画でタッグを組み、一時代を築いたが、角川は岡田について「最後の頼みの綱として、いつも岡田茂という心強い存在があったわけですが、あの人には私の想いなどがカツドウヤとして非常に理解できていたのですね。東映のトップでありながら、自分はプロデューサーであるという意識がとても強い人でした」、「先輩後輩であり、同志であり、言葉で言い表せない不思議な関係だった」などと話した。岡田は角川を「我々の業界は変わり者が多いけど、中でも一番激しい部類の一人だね」「ちょっと危ない、と分かったうえで、付き合わないとね。ほらを吹くから腹も立つ。でもプロデューサーとしての才能はある。天才的だよ。やっぱり映画界は、あれぐらい変わった奴がいないとダメなんだよ」などと評していた。1976年に角川が岡田を訪ねて来て、「初めての映画『犬神家の一族』は東宝と組みます」と言ってきた。ライバル会社と組むのを決めたという報告など必要もなく、何をしに来たのかと思いきや、続いて「配給は東映でやって欲しいんです」と、仰天の言葉を発した。東宝は直営の映画館で上映する興行部門こそ強かったが、地方の映画館ネットワークは東映が強い。角川は、両社の強いところだけを使わせろ、と言ってきたのである。岡田は「当然断るべき話ですよ。でも何故か面白いと思った」と話し、最初にタッグを組んだ『人間の証明』で、配給が東映洋画、撮影が日活撮影所、興行は東宝洋画系という従来の映画界の枠を破る試みに協力した。また、『セーラー服と機関銃』『天と地と』では、配給を東宝から東映に変更したが、岡田が松岡功に仁義を通して話をつけた。岡田は角川によるメディアミックスを大きくバックアップした。しかし2005年に大ヒットした『男たちの大和/YAMATO』を角川が1人で作り上げたかのように話したことに岡田は怒っていた。角川をプロデューサーとして起用したのは岡田で、「あれは東映映画なんだから。あいつ（角川）はカネなんか持ってませんよ」等と話していた。角川映画はキャッチフレーズが流行語となるなど話題を呼び、観客を動員したが、がっかりさせて結果的に映画ファンを減らすのでは、という論調も当時あった。
1990年、角川が50億円かけて製作した『天と地と』の配給は当初東宝だったが、事情で商談が決裂し、角川が岡田に泣きついてきて配給を東映洋画部で引き受けることになった。その時の角川からは狂気以上のものが出ていて、もういっぺん教祖になれると岡田は見極めたという。「前売り券を500万枚売る。そのうち、東映で100万枚引き受けてくれ」と啖呵を切って角川はその通り400万枚を前売りで売り切った。前売り券が金券ショップで叩き売られて劇場は閑散としていたともいわれるが、岡田は「前売り券の着券率、抜群だというね」と話していた。岡田は角川を評して「軽井沢で夜7時から夜明けまで神仏に祈りを捧げるっていうな、それも年何回も祭事を催すというからな。それぐらいでないとあのエネルギー、とてもじゃないが出ないよ。そういう誰も持ち得ない狂気が劇場へ観客を殺到させてるんだな」と感心していた。「いま欲しいのはそういう狂気を発する教祖サマ、育てて出てくるもんじゃないからな。教祖サマ、出てこないと流れを変えるほどの大ヒット作品生まれないわな」と話し奥山和由を非常に評価していた。
つかこうへいの戯曲を映画化した『蒲田行進曲』（1982年）は、角川春樹が最初に岡田に持ち込んだ企画であったが、岡田は「そんな楽屋落ちの話なんか当たるわけない」と断り、松竹に話を持って行ったもの。しかし深作欣二が、松竹大船撮影所の雰囲気は違う。撮るのは東映京都撮影所じゃないと困ると言ったため、角川が話をつけて松竹映画ながら東映京都での撮影となった。当時の角川映画は、そんな無茶苦茶を実現させる勢いがあった。同作はこの年の多くの映画賞を独占し、配給収入も17億6千万円という大ヒットを記録した。
この時期の岡田は、かつてのようなヒット作を見抜く嗅覚は衰えており、1977年の『八甲田山』の企画は最初は岡田に持ち込まれたが「そんな蛇腹（明治時代の軍服）の話（明治物）が受けるかい」と岡田が断り東宝で製作され大ヒット、1983年日本映画史上に残る記録的大ヒット作となった『南極物語』も、蔵原惟繕は最初に岡田に持ち込んだが「犬の映画なんか、当たるか」と突っぱねたという。但し岡田はオオカミを主人公にした『オーロラの下で』は作っている。『南極物語』での後悔からか、奥山和由が資金面で困って岡田に頼んできた『ハチ公物語』（1987年）は、製作に力を貸している。奥山はもともと岡田が作った"不良性感度"映画が大好きで、東映に入るつもりだった。『ハチ公物語』の前に渋谷で軍人のような眼光でコートを羽織りながら歩く大柄な岡田を目撃したことがあり、「わあ、かっこいい。映画界にこういう人がいるんだ」と男として惚れた。「岡田さんのもとだったら、我を忘れて戦争のような仕事でも出来る」と思い、「いつか岡田さんと仕事がしたい」と考えていたという。奥山は「岡田茂、角川春樹、そして自分という三角形というのが明確に見えていました。お互い認め合う存在だったと思います。三人で会うことはほとんどなかったですけど、三人で映画界を振り回していこうみたいな生意気な感覚は凄く強くありました。そこに共通したものは『プロデューサー』だと思っているんです。この三人に徳間康快さんが入ろうものなら『プロデューサー協会を早く解散させろ。あそこにいるのは全部プロデューサーじゃない。我々だけで本物のプロデューサー協会を作ろう』みたいな話をしてました」などと述べている。
笠原和夫は1989年に松竹で脚本を書いた『226』では圧力で内容を変更させられた。これに対して笠原は、「奥山親子（奥山融、奥山和由）はだらしがない。僕は東映で『仁義なき戦い』とかやってきたけど、あれは岡田さんというプロデューサーが、単に当たればいいというんじゃなくて、ある種の活動屋精神、やりたいものはやってみろ、という度胸があったからで、そういう信念があったから、こっちも安心して書けた。岡田さんが『226』をプロデュースしていたら、もっとちゃんとしたものが出来たと思う」と話している。
1986年の映画『火宅の人』で、キャメラマンの木村大作が東映伝統の三角マークのオープニングを変更して日本海で新たに撮影したオープニングを使おうとした。深作、プロデューサーともOKを出したが、「会社の顔を変えるとは何事だ」と岡田が一喝して、却下させた。
2001年の『千年の恋 ひかる源氏物語』で特撮を担当した佛田洋は、ハリウッドでのワールドプレミアに、岡田茂会長、主演の吉永小百合、高岩淡社長、岡田裕介プロデューサーら数名と同行。同時多発テロ事件の一ヶ月後であったが、それよりも岡田茂のオーラの凄さにビビったという。朝、ホテルの食堂で離れたとこにいたら「こっちへ来いよ」と岡田に言われたが、あまりにもオーラが凄すぎて「いや、僕はこっちで」と遠慮した。「ぶっちゃけテロの余韻より岡田会長の存在感のほうが僕には強烈でした」「僕の大好きな東映不良性感度映画を大量に世に送り出したご本人でしょ。ミニチュアがやりたくて東京に出てきた自分が、その岡田さんと一瞬でも接点を持つなんて思いもしなかった。今思うとあのとき一緒に食事をしとけばよかったなぁ。とにかく『千年の恋』と言うと（テロや特撮のことより）そのときのことを思い出します」と話している。

### 俳優
東横映画時代の1947年、『女だけの夜』と『三本指の男』の原節子の出演は岡田が出演交渉して出てもらったという。また高峰三枝子、木暮実千代、三浦光子、花柳小菊、山根寿子なども、岡田が度々出演交渉したと話している。
若山富三郎は1959年、あるルートから、ぜひ使ってくれと直接来たという。1960年東映に移籍した鶴田浩二は、第二東映が出来て製作本数が倍増したため、『現代劇も時代劇の出来るいい役者はいないか』という岡田からの相談を受けた俊藤浩滋が、『それなら鶴田浩二がぴったりや』と移籍の交渉を引き受け『東宝には三船敏郎がいるから、どうやったって上に行かれへん』などと鶴田を口説いたもので、当時は五社協定（この頃は六社協定）があり移籍は難しかったが、東宝の藤本真澄プロデューサーに相談すると『どうぞ、どうぞ』と、円満移籍になったという。
松方弘樹と北大路欣也は高校卒業の祝いで、一杯酒を飲ませて東映に入れと口説いた。松方は「お任せします」と了承したが、北大路は「大学へ行って演劇論をやりたい」と渋るので、「大学に行きながらでもいいから」と了承させ、北大路は現代劇で、松方は時代劇でどんどん使った。ところが大映の勝新太郎が松方を気に入って可愛がり、毎晩飲みに連れ歩き、悪い遊びを教えて大映に引き抜こうとした。松方の大映へのレンタル移籍は、岡田の指示によるもの。松方は1969年から1970年に数本、大映で主演作品がある。
岡田がプロデュースした1961年から始まる「宮本武蔵」シリーズ五部作に、当時"志村妙子"名義で東映に所属して端役出演を続けていた太地喜和子を岡田が大役に抜擢したが、太地は「文学座の試験に受かったから舞台の道に進む」と大役を断ったという。岡田は「太地さんが志村妙子として東映に残っていれば、映画界から大スターへの足跡を辿ることになったと思う」と話している。
1961年、急な東映東京撮影所所長転任で、家族で住む家が見つかるまで東映が借りていた東京花房山（上大崎）の佐々木邸に引っ越す。ふすま一枚隔てた部屋に東映に入ったばかりの小林稔侍が住んでいて、朝になると当時まだ小学生だった岡田裕介と高木美也子が小林を起こしに来て、岡田所長が出勤するのをみんなで見送った。こうした一つ屋根の下で過ごした生活が数ヶ月続いた。その後どんどん出世して岡田に小林は会うたび「おっ、元気か?」と声をかけられた。小林は売れない時代を長く送っていたため、周りからみたらおかしく映る光景であったという。この関係で小林は岡田の通夜の進行を務めた。
東映入社後、なかなか芽の出ない高倉健をスターにしようと1962年、かつて市川崑監督が撮って大当たりした小島政二郎原作の『三百六十五夜』の再映画化を企画。美空ひばりを主演にして江利チエミ、雪村いづみの三人娘を総登場させ高倉健、鶴田浩二を絡ませるというプランを練った。江利に会い「亭主の高倉主演で『三百六十五夜』を撮りたい。当てて高倉に実績を残すためにも、三人娘で色どりを添えたいんだ」と頼むが、江利は「いやです。わたしは仕事と私生活を混同したくないんです。亭主は亭主です。そういう映画には出たくない」と即座に断られた。岡田は頭にきて撮影所に帰ると高倉を呼んで「おまえ、女房になめられてるじゃないか。今後、ウチでは、チエミは一切つかわんからな。チエミごときになめられて勝手なことをやられているようでは一人前になれないぞ。おまえが大スターになって見返さんと駄目だよ」と発破をかけ奮起を促した。翌1963年、岡田が仕掛けた「東映任侠路線」の始まりとなった『人生劇場 飛車角』でも、宮川役に高倉を抜擢、続いて1964年、岡田が「忠臣蔵を下敷きにした群集劇を」と企画し笠原和夫に命じて書かせた『日本侠客伝』シリーズ（ - 1971年）によって、高倉は任侠映画におけるスターとしての地位を確保した。
1962年、映画『王将』で東映作品に初主演した村田英雄に「仁王の刺青を入れろ」と言ったら村田は「勘弁してくださいよ」と及び腰だったが承諾させた。
藤山寛美が1966年、負債を抱えて自己破産し松竹をクビになったとき、「岡田に助けてくれ」と泣きついてきたので、しばらく東映にいさせた。寛美がこの頃、東映の任侠映画に出ているのはこのため。
安藤昇と仲がよく、安藤が弟分の菅原文太ともども松竹に合わないと相談に来たので、「しばらく東映におれよ」と、そのまま菅原は1967年東映に移籍したもの。安藤は「いい男たちだね」と折に触れ、岡田と五社英雄、勝新太郎の3人の話をよくしていたという。安藤は岡田を「戦友のようなものだ」とよく言っていた。安藤が俳優に転向した当時、映画関係者は「安藤組」にピリピリしていたが、岡田だけは腹が据わって妙な気遣いがまったくなかったという。安藤が東映に移籍したとき、「お近づきのしるし」と岡田は俊藤も誘って安藤をソープへ連れて行き、そこから付き合いが始まった。安藤は東映の専属ではなかったという。
佐久間良子は、いわゆるお嬢様役から180度異なる娼婦役に岡田に抜擢され代表作とした『人生劇場 飛車角』や『五番町夕霧楼』について、岡田や厳しい教えを受けた田坂具隆監督との出会いがなければ、その後の人生は違った生き方をしていたと思う、と心からの感謝を述べている。
北島三郎は、「歌手としてデビューしたばかりの自分を、映画の世界に導いてくれたのが、岡田さんと俊藤浩滋さんでした。まさに芸の道を開いてくれた恩人です」と話している。北島の『函館の女』の映画化を長門裕之の人間プロダクションが企画して、長門の叔父・マキノ雅裕監督で松竹が映画化しようとしたが、撮影が半分近く進んだ段階で、岡田と俊藤が松竹の城戸四郎社長に「北島は東映の専属だ。松竹には出さん」とねじ込み製作が中止された。北島は東映と専属契約していたわけではないが、人間プロはこれに懲りて以降、自主製作はしなくなった。
里見浩太朗は、2021年3月に行われた岡田裕介のお別れの会で、「私は貴方のお父様、前会長に育てて頂きました。東映という誰もが憧れる時代劇の世界に身を投じ、以来、映画、舞台、テレビにと幸運な花道を歩ませて頂きました。感謝に堪えません。裕介さん、貴方もまた大プロデューサーとして、数々の素晴らしい作品を世に残されました。私は貴方とお会いする時、いつもお父様と会っていた時と同じような思いで接していたような気がします」などと述べ、祭壇に向かって手を合わせた。
三田佳子は『岡田さんとの出会いが女優としての立場を確立した』と話している。
25歳まで広告代理店でサラリーマンをやっていた渡瀬恒彦が1969年、映画界入りしたきっかけは、人を介して岡田に会ったことで、チャーミングで、何とも理知的な岡田に、一瞬にして心が動き「こういう人がいる世界なら、一緒にやってみたい」と即決したという。
高倉健は1970年「ヤクザ映画で儲けさせるかわりに、自分の好きな映画を作る自由を認めろ」と高倉プロの設立を要求。大川社長はそれを一応、了解したが岡田が社長に代わるとそれを白紙に戻した。それを認めれば利益は減るし、ほかのスターにシメシがつかない。1972年11月、高倉は黙って海外旅行に行ってしまうと、マスコミは“高倉健蒸発”“仕事を放り出して蒸発することで高倉プロを認めさせる最後の手段に出た”などと書き立て大騒ぎとなった。旅行から帰国し「僕はそんな手段を使って会社とやり合うようなケチな根性は持ってない」と話したが、特に1973年から始まった『仁義なき戦い』が当たり、若手俳優や大部屋俳優を大挙起用するようになると岡田は「鶴田浩二も高倉健もしばらくやめや」と言い出し、任侠映画の功労者及び、二人に近かった俊藤と確執が生じた（俊藤とは和解）。この後高倉と東映との関係は悪化し、高倉は東映の映画に出たがらなくなり1976年、東映を退社することになる。
ポルノにシフトした日活を辞めてフリーになった梶芽衣子は、“ポスト藤純子”として東映が売り出し、任侠路線ではなく別路線の『女囚さそりシリーズ』（1972年 - 1973年）でスターになった。『女囚701号/さそり』（1972年）は大ヒットし、東映は当然、これをシリーズ化しようとした。ところが当時梶は結婚を決めた人がいて、この作品を最後に芸能界を引退し専業主婦となる決意を固めていて、続編の出演は断固として拒否した。やむなく岡田が説得に乗り出し「あと一作だけ」の条件で続編の出演に応じさせた。シリーズ2作目の『女囚さそり 第41雑居房』（1972年）も大ヒットに及ぶと、今度は俊藤浩滋が説得に出てきて結局、第4作まで制作が続けられた。こうして女優業に没頭していくうち、「このまま引退し、専業主婦になって後悔しないだろうか」という疑念が大きくなり、婚約を解消し女優業を続けることにしたという。岡田や俊藤の説得がなければ『女囚さそりシリーズ』は、シリーズ化しなかった可能性があったのは勿論、梶の女優としてのキャリアもここで終了していた可能性もあった。また、梶は、「女囚のイメージがずっとついて、女優としてやってゆくのは大変」と岡田に相談したら「梶君、これは自信持っていいよ。映画は多くさんのお客さんに観て頂いてヒットした映画が傑作であり名作なんだよ」と言われた事をずっと励みと誇りにして来ました。生涯娯楽作品に挑みたい、等と話している。
丹波哲郎から「あんな豪快な奴はいない。とにかく傑物」と言わせた人物。無類の女好きで丹波のマネージャーにも手を出したという。京都撮影所所長時代に一緒に昼飯を喰うと、映画の話はまったく無くひたすら猥談オンリーだった。しかしこれは昼飯どきまで映画の話をしてはいけない、という岡田の見識だったという。岡田を通じて東映にも親しみを持つことが出来たと語っている。ゴルフコンペで大川博の取り巻きの重役連中が、大川にオベッカばかりしている時に、岡田は媚びるどころかそっぽを向いているのを見て、丹波は岡田を認めたという。また丹波が親しかった元東宝副社長・藤本真澄と岡田の三人で、外人女性を揃えたキャバレーに行った時、岡田は外人女性に向かって「おい、そこのポルノの国から来たの（来た人）」などと言い非常に嫌われた。藤本は東映の社長になる前の岡田に「東宝に来ないか」と誘っていたという。
『仮面ライダーV3』の風見志郎役で有名になった宮内洋は、当時は東映の社員俳優だったが、『仮面ライダーV3』と同時期に香港最大の映画会社だったショウ・ブラザーズと10本契約が決まりそうで、『仮面ライダーV3』の撮影が始まって2日目に宮内の師匠・丹波哲郎が岡田社長に「宮内を『仮面ライダーV3』から降ろしてくれ」と直談判したが、岡田から拒否された。宮内は「あのとき、僕が香港に行っていたら、また人生が変わっていたかもしれませんね」と述べている。
1974年、山口百恵が主演した東宝『伊豆の踊子』の成功で東宝、松竹は人気歌手を主演させる映画を増やした。翌1975年のゴールデンウイークは、東宝が山口百恵の『潮騒』、松竹が桜田淳子の『スプーン一杯の幸せ』、そして東映は菅原文太の『県警対組織暴力』。ゴールデンウイーク初日の4月26日には、山口百恵、桜田淳子、菅原文太が、それぞれ都心の劇場で派手な動員合戦を展開したが、最終的な興行成績は『県警対組織暴力』がトップであったとされる。なお『潮騒』の併映は和田アキ子の『お姐さんお手やわらかに』『スプーン一杯の幸せ』の併映は中村雅俊の『思い出のかたすみに』で、『県警対組織暴力』の併映が志穂美悦子主演の『華麗なる追跡』。志穂美が非常に人気を呼んだこと、またアイドル・ブームの世の流れから、東映は若いファンの開拓を目指し“青春路線”に取り組んだ。岡田は「今年から二本立ての1本は19歳以下の若者を対象にしていく」と話した。その第1作が渡瀬恒彦、伊吹吾郎以来、自信を持って送り出した新人・星正人主演の『青春賛歌・暴力学園大革命』であった。内容は『愛と誠』に似ていた。
アラン・ドロン主演の『ル・ジタン』（1975年）は、「ドロンは日本じゃ当たるといってもお巡りさんとか、体制派になったら当たらないから、体制側の主人公でない、アクションにせい!」と買い付けたものだが、ドロン映画はこの辺りからヒットしなくなった。『地獄の黙示録』（1979年）もカンヌで買おうとしたが、日本ヘラルドが相当金を出して落としたという。
荒川博の養子で、暴漢事件で有名な荒川尭が1975年、ヤクルトスワローズを引退すると高倉健の後釜候補として契約金3000万円で俳優にスカウトしたが、荒川が眼を悪化させたためスカウトを断念した。
1980年前後の岡田を始め、当時の東映をパロディにしたくて山城新伍が作ったのが1980年の『ミスターどん兵衛』という映画。始まってまもなく、梅宮辰夫扮する撮影所長が、幹部にカツを入れるため、挨拶するシーンの台詞はそのまま岡田が話した台詞。「ええか、ここでヒットした作品を見てみい。『網走番外地』は『手錠のままの脱獄』、『不良番長』は『地獄の天使』、みんな盗んだもんやないか! ま、一生懸命盗んでも、おまえらの才能ではモトネタと似ても似つかんものになるから問題も起きん」。また会議のシーンで「『ラムの大通り』っていう良い映画があるので、それをパクって『焼酎の裏通り』ってのはどうですか?」って言うと、会長役が「うーん、精神はそれでええな」というシーンも同様という。
舘ひろしは1976年、松田優作と共演した『暴力教室』で映画デビューするが、岡田に「君が舘くんか。頑張れよ。すぐ君の主演作を作ろう」と声を掛けられたのを機に、石原プロモーションに入社するまでは東映に籍を置いたという。
内田裕也は映画の構想が持ち上がるたび“いの一番”に岡田に相談に出向いたという。岡田は「30秒で説明できない話は映画にならない」というのが持論で、内田が1983年に初めて脚本を書いた『十階のモスキート』の映画化のお願いに社長室の岡田を尋ねると「どんな話だ」って言うから「警察官がね、最後は挫折して、ついに郵便局に強盗に入って、最後、金食う話だ」って言ったら「そんなもの映画になるか!タイトルはなんつうんだ?」「十階のモスキート」「なにぃ?十階のモスキート?」と言われ「あ、じゃあいいですよ」って帰った。これは結局、ATGで映画化され崔洋一が新人賞を獲るなど高い評価を得た。二年後、今度は『コミック雑誌なんかいらない!』の脚本を書いて、再び岡田に持って行くと社長室の前に安藤昇が。「安藤さん、先に」と言うと「いや、そういうわけにはいかないから」って、天下の安藤昇さんに「お願いだから先に入って下さい」と言われ、社長室に入ると「なんだぁ~」といつも岡田は内田に偉そうに言う。で「タイトルを言ってみろ」『コミック雑誌なんかいらない』「ふぅん。で、本題はなんだ?」「いや、テレビレポーターがガーって行って、それでフィクションとノンフィクションを交錯しながら、最後に刺されて、I can't speak fucking Japanese．って言って、マイクを股間から取り出して、ホームベースに投げるって話」「そんなの映画になるか!」「じゃあ、帰ります」って。安藤はクーと笑ってて。で、岡田が「裕也（脚本）置いてけえ」って言ったが「いや、いいですよ。作ってから持ってきますよ」と。この映画はニュー・センチュリー・プロデューサーズで製作されたがどこもビビり、上映館はまったくなかった。しかし早稲田大学の反映研グループの上映からスタートし、奥山和由が「僕に任せてくれ」と言って松竹の重役会議にかけられたがやはり配給は不能。ところがカンヌ映画祭の監督週間に受かって話題を呼び、多くの映画館にかかるようになった。『コミック雑誌なんかいらない』は同年、多くの映画賞を受賞し海外でも高い評価を受けた。毎日映画コンクールでも内田が脚本賞を受賞し、そのプレゼンテーターが岡田に。高岩淡が電話してきて「なんか資料ないか言うとりまんねん、岡田が」って言うから「そっちで調べてください」としかと。授賞式のとき、岡田が照れくさそうに「第41回毎日映画コンクール脚本賞、コミック雑誌なんかいらないの脚本、優秀につき表彰する」。内田はポケットに手突っ込んで「ありがとうございま〜す」と言ってやった。これは俺の人生でも最高のリベンジだった、と内田は話している。2009年、内田の娘婿・本木雅弘が企画した（内田はまったく係わっていないが）『おくりびと』が第81回アカデミー賞外国語映画賞を受賞し、配給を松竹が担当したため、高岩に「なんでああいう映画、うちに持ってきてくれへんねん」と言われたという。内田はそれから東映には強気に。東映に行ったら1時間半は会長室に居座り（東宝は俳優や黒澤明以外の映画監督は会長室に絶対に入れない）岡田裕介は内田が来るとすぐ出かけていなくなるという。あるとき岡田が岸恵子と話していて内田に「おい、ちょっと来い。これ岸恵子」「知ってますよ」「これが鶴田浩二とな、付き合ってたんだけど、ワシが箱根の旅館に逃がしてやったんだ」って。岸は迷惑そうにしていた。内田は「岡田さんは最高だよ。俺、メッチャ好き。面白くて笑っちゃう。背が高くて、いい男で、東大出で、頭良くて。これ以上の理想ない。山口組の三代目が『君のような大学出がこれから必要だ。うちに来ないか』って誘ったっていうんだから」などと話している。
1986年からシリーズ化された『極道の妻たち』は、企画の日下部五朗が当初、「"極妻"は東映の監督陣と日本を代表する女優たちとで回していきたい」と、一作目の主演女優を岩下志麻、二作目を十朱幸代、三作目を三田佳子、四作目を山本陽子、五作目を吉永小百合という構想を練っていた。ところが、四作目の製作が決定した際に、岡田が「やっぱり岩下に戻そうや」と鶴の一声を発して以降は長く岩下が主演を務め、"極妻"は岩下、の印象が強くなった。
1986年、当時26歳の黒木瞳の映画主演デビュー作『化身』でホステス役をさせるため、実際に銀座の高級クラブでアルバイトさせた。
『あぶない刑事』の劇場版シリーズ第1作が1987年に東映で公開される際、岡田が柴田恭兵に「柴田くん、この映画はようわからんのう。ヒットするんかい」と言ったため、柴田はカチンと来て「社長にわかりやすい映画はヒットしません。わからないから絶対ヒットします」と啖呵を切ったという。

### 経済人他
兄弟分ともいわれた五島昇と岡田は同じ親分肌で面倒見がよく、"ケンカも経営も上手"で、共に永野重雄の"秘蔵っ子"といわれた。岡田は広島県人会で永野や田部文一郎、山口信夫、桜田武ら、財界四天王のグループと付き合いがあり、特に永野に可愛がられ、永野は「岡田君は男にもてる。男の中の男です。人情に厚い人で、人に頼まれるとイヤと言えない。郷里が生んだ名優です」などと岡田を評し、岡田の後見人を自称していた。また五島昇の後ろ盾には、五島慶太の東大同期石坂泰三や水野成夫、小林中らがおり、財界の付き合いは共通した部分があった。岡田のボス大川博と五島が反目になったのは1964年の事だが、この時五島は石坂泰三から「何をグズグズしているのだ。東急グループには女を裸にして売り物にするような商売は要らない」とカミナリを落とされ、東映を切り離しを決断したものだったが、女を裸にして売り物にする映画を東映で始めたのは岡田であった。大川と五島が反目になったため、岡田は東映幹部時代は表立って財界の付き合いは出来なかった。このため1971年の社長就任時も財界では無名といわれた。エンターテインメント業界では財界との付き合いはビジネス上でも不可欠であるが、大川も亡くなり財界との付き合いは表立って出来るようになった。そこで岡田の財界での売り出しを後押ししたのが永野と五島。前述の人物たちは戦後の日本を形作った財界人で、映画会社社長の岡田ではスケールが違うが、大物財界人の支援を受けてメキメキ頭角を現し押しも押されもせぬ"映画界のドン"といわれるようになった。永野重雄が会長を務める日本商工会議所100周年イベント全国郷土祭の運営を岡田がイベントプロデューサー（専門委員長）として請け負い、映画屋の東映にこの大イベントが出来るのか不安視されたが、事業部や東映動画で培ったイベント事業のノウハウを活かしてこれを成功され永野から信頼を得た。このイベントは国立競技場に7万人を動員して1978年10月22日に開催された。あまり知られていないが、これがスポーツイベント以外で国立競技場を初めて使用したケース。このイベントには、佐伯勇や鹿内春雄、川内通康らの協力を得て成功させたもので、昭和天皇の臨席もあった。永野は五島昇を買って自身の後継に据えようとしたため、五島もこれに応え、経団連など他の財界団体の活動を控え商工会議所（以下、日商）をメインに財界活動をするようになった。日商で五島の後ろ盾だったのが、永野の他、今里広記、石坂泰三、小山五郎、大槻文平、瀬島龍三らで、財界との付き合いを全く持たなかった瀬島を財界に引き込んだのは永野と五島だった。この関係で岡田は瀬島と付き合いも生まれ、五島と瀬島を1986年11月28日に取締役相談役として東映に迎え入れた。瀬島は岡田を「義理人情にあつい『人生劇場』を地でいくようなチャーミングな方」と評した。五島と瀬島は東映の取締役会にも出席したため、東映の幹部が緊張し、議長の岡田も通常の東映の幹部会議より言葉が丁寧になったという笑い話がある。岡田は永野の盟友・今里広記にも惚れられ、今里を囲む若手財界人の勉強会「混交会（今里会）」を、牛尾治朗や前野徹、青井忠雄、角田式美、本庄正則、西村昭孝らを集めて作り、東映フライヤーズの売却はこのグループによって行われた。新球団日拓ホーム・フライヤーズの新役員には財界の新興ヤングパワーが名を連ね、売名のため毎年オーナーを替えるのではと噂された。1985年5月に今里が亡くなった後、岡田と岡田の子分・本庄、高木禮二、櫻田慧、数佐三郎、太刀川恒夫、藤本秀朗らの「オーケー会」が合体して「岡田茂を囲む会」が出来た。親分肌の岡田はこの新興会社のオーナー社長たちから頼りにされて、これが財界から、任侠映画をもじり、"岡田一家"と呼ばれるようになった。
1973年、東映の企画で黒崎出版から発行されていた『テレビランド』を編集スタッフごと徳間書店に移したが、これを徳間康快社長と二人で銀座のクラブで決めた。徳間書店の『テレビランド』刊行は、同社のイメージをガラリと変えるキッカケを創り、東映作品とのタイアップ雑誌としての側面を持つことで、その後の『アニメージュ』創刊、宮崎駿（スタジオジブリ）等へと展開していく足がかりとなった。徳間が活字（出版、東京タイムズ）、オーディオ（音楽、徳間ジャパン）文化に続いて、映像（映画）文化に進出する際、1974年大映を買収したい、と相談を持ち掛けたのが岡田であった。
三越（現・三越伊勢丹）社長の岡田茂と同姓同名で、同じワンマン社長で仲がよく、兄弟分として付き合った。1973年11月から三越が始めた三越映画劇場は、岡田が三越岡田社長にアイデアを話したものを具体化したもの。
三越岡田社長からはボウリング場の整理や、流通業のアドバイスを受けた。1977年に一緒に映画を製作をしようとしたが、三越岡田社長が東宝映画の取締役だったことから、三越は東宝と『燃える秋』を製作した。1982年に三越事件が起きたときには、これを基に映画を製作しようとし、内藤誠に脚本を書かせたが、やっぱり付き合いがあってマズいと中止させた。しかし内藤と桂千穂とでにっかつに本を持って行き、これをにっかつが1983年に『女帝』として映画化した。
山下耕作が撮った1974年の『あゝ決戦航空隊』は、児玉誉士夫が試写に来て感激し廊下に出たらドドドと引っ繰り返った。「これは国民必見の映画だ。すぐ全テレビで全国放映して国民に見せにゃいけん」と言ったという。すると山下入社時の総務課長がほうぼうで「この監督の山下君を僕が採用したんです」と吹いた。岡田は「俺が採用したんだ。みんな反対したんだぞ」と歯ぎしりした。しかしこの映画もまもなくロッキード事件でペシャンコになった。
吉田拓郎と対談して、悪天候の中でもステージをやり、足元がぬかるみにも関わらず、お客が何万人も入り、歌手と泥だらけのお客さんが一体となって盛り上がったという話を聞き、談話の内容を ニューミュージック的映画作り という意味不明の題名を付け、東映の社内誌『東映』に載せ社員に配った。その頃、お客の映画館離れが進んでいたのは、映画館の設備が悪いためと考えて臭いトイレを改装し、座席もリクライニングのいい物に変更予定だった。ところが急に「映画館のトイレ、直さんでええ。トイレが臭かろうと客はくるで」と言い出した。山城新伍は岡田が言いたかったのは、たとえトイレが臭かろうが、面白い映画を作っていけば、お客はいくらでも来る。椅子からバネが飛び出していても、映画が面白ければその痛さに気付かない。だから泥の上に座ってでも見てくれるような映画を作っていけということ、と解説しているが、社員が理解できたのかは不明。
岡田と40年以上の付き合いがあったという日枝久は、フジテレビの編成局長時代に長寿ドラマ『銭形平次』の打ち切りを決断したが、岡田の猛烈な説得工作の前に撤回させられる羽目となり、その後始末で酷い目に遭ったと話した。『銭形平次』の延長にあたり、フジテレビの「8」にちなんで888回までとする大義を作り、大川橋蔵の説得を得られたのも岡田の計らいという。
渡辺淳一の出版パーティーの壇上で「このごろ渡辺さんはアッチの方が弱っているそうだが、やり続けなきゃだめだ」と激励した。
住友銀行（現・三井住友銀行）業務本部長時代の樋口廣太郎が、アサヒビールをダイエーの中内㓛に売ろうとしたことがあり、実家がアサヒビールの特約店だった岡田が「ビールは難しいから」と中内に買収を断りなさいと進言し、アサヒビールの中條高徳に内密にこれを伝えたという。またNET（現・テレビ朝日）を巡る大川博と旺文社・赤尾好夫との関係も改善した。
1996年、ルパート・マードックが孫正義と組んで旺文社からテレビ朝日の全株式を買い取り、筆頭株主となって日本の電波業界が大揺れ。東映はテレビ朝日の大株主で、FOXとも付き合いがあったため、FOXを傘下に持つマードックに岡田が直談判、「無理やり日本に進出しても支持されない」と説得した。結局、朝日新聞社がその株式をすべて買い取ることで合意し、マードックの進出を阻止した。
1994年、東京広島県人会の会長に岡田が就任すると（前任者は田部文一郎）会員が急に増え、現在4000人と在京県人会の中で一番多いともいわれる。これは、それまでの財界人中心の集まりから、青年部を作って学生ら若い人たちにも入りやすくさせたり、広島出身に拘らず、広島にゆかりのある人も入会出来るようにしたため。毎年1月にある総会には出席者が1200〜1300人にも及ぶ。このため他の県人会から見学者が来るほど。2007年の総会では「故郷を大事にしないモノは、何をやってもダメだ!」と「フラワーフェスティバルばかりに頼らないで別のイベントをやんなきゃ。その点、京都を見なさいよ、ダーッと一年中祭を並べてるんだ。それでお客が来るんだから。消費を伸ばす意味で、近郊や遠くから来てもらえるイベントがもっともっと必要だね｣などとぶった。2008年から名誉会長となり、現在の会長（8代目）は林有厚（東京ドーム社長）。
出身地の東広島市西条のフジグラン東広島内に東映系初のシネコン「Tジョイ」開業の時、オープニングセレモニーに出席している。また同市内には古くから広島東映カントリークラブというゴルフ場もあり、地元・広島の伝説的話では、かつて呉市に開業したホテルのオープニングセレモニーには、東映の役者がみんな来た、という話がある。

## 著書
- 岡田茂『悔いなきわが映画人生：東映と、共に歩んだ50年』財界研究所、2001年。ISBN 4-87932-016-1。
- 岡田茂『波瀾万丈の映画人生：岡田茂自伝』角川書店、2004年。ISBN 4-04-883871-7。
- 岡田茂、大賀典雄、伊藤雅俊、林原健、井植敏、松原治『私の履歴書 経済人 38』日本経済新聞社、2004年。